# Llista d'asteroides (453001-454000)
Llista d'asteroides del 453.001 al 454.000, amb data de descoberta i descobridor. És un fragment de la llista d'asteroides completa. Als asteroides se'ls dona un número quan es confirma la seva òrbita, per tant apareixen llistats aproximadament segons la data de descobriment.

## 453001–453100
| Nom    | Designació provisional | Data de descobriment   | Lloc de descobriment | Descobridor/s           |
| ------ | ---------------------- | ---------------------- | -------------------- | ----------------------- |
| 453001 | 2007 HW95              | 22 d'abril de 2007     | Kitt Peak            | Spacewatch              |
| 453002 | 2007 JE1               | 7 de maig de 2007      | Kitt Peak            | Spacewatch              |
| 453003 | 2007 JC27              | 9 de maig de 2007      | Kitt Peak            | Spacewatch              |
| 453004 | 2007 JF31              | 12 de maig de 2007     | Kitt Peak            | Spacewatch              |
| 453005 | 2007 JO35              | 14 de maig de 2007     | Tiki                 | Hönig, S. F., Teamo, N. |
| 453006 | 2007 JB38              | 20 d'abril de 2007     | Kitt Peak            | Spacewatch              |
| 453007 | 2007 JB41              | 13 de maig de 2007     | Mount Lemmon         | Mt. Lemmon Survey       |
| 453008 | 2007 LX5               | 24 d'abril de 2007     | Mount Lemmon         | Mt. Lemmon Survey       |
| 453009 | 2007 LS9               | 8 de juny de 2007      | Kitt Peak            | Spacewatch              |
| 453010 | 2007 LE12              | 9 de juny de 2007      | Kitt Peak            | Spacewatch              |
| 453011 | 2007 LD32              | 15 de juny de 2007     | Kitt Peak            | Spacewatch              |
| 453012 | 2007 PG24              | 12 d'agost de 2007     | Socorro              | LINEAR                  |
| 453013 | 2007 QN5               | 17 d'agost de 2007     | Purple Mountain      | PMO NEO Survey Program  |
| 453014 | 2007 QC13              | 21 d'agost de 2007     | Anderson Mesa        | LONEOS                  |
| 453015 | 2007 QF13              | 24 d'agost de 2007     | Kitt Peak            | Spacewatch              |
| 453016 | 2007 QM16              | 23 de desembre de 2000 | Kitt Peak            | Spacewatch              |
| 453017 | 2007 QU16              | 22 d'agost de 2007     | Anderson Mesa        | LONEOS                  |
| 453018 | 2007 RZ2               | 22 d'agost de 2007     | Anderson Mesa        | LONEOS                  |
| 453019 | 2007 RX13              | 10 d'agost de 2007     | Kitt Peak            | Spacewatch              |
| 453020 | 2007 RZ29              | 23 d'agost de 2007     | Kitt Peak            | Spacewatch              |
| 453021 | 2007 RL41              | 3 de setembre de 2007  | Catalina             | CSS                     |
| 453022 | 2007 RS51              | 9 de setembre de 2007  | Kitt Peak            | Spacewatch              |
| 453023 | 2007 RS83              | 21 d'agost de 2007     | Anderson Mesa        | LONEOS                  |
| 453024 | 2007 RK109             | 11 de setembre de 2007 | Kitt Peak            | Spacewatch              |
| 453025 | 2007 RM138             | 21 d'agost de 2007     | Anderson Mesa        | LONEOS                  |
| 453026 | 2007 RP187             | 13 de setembre de 2007 | Mount Lemmon         | Mt. Lemmon Survey       |
| 453027 | 2007 RV189             | 10 de setembre de 2007 | Kitt Peak            | Spacewatch              |
| 453028 | 2007 RR209             | 10 de setembre de 2007 | Kitt Peak            | Spacewatch              |
| 453029 | 2007 RP213             | 18 de juliol de 2007   | Mount Lemmon         | Mt. Lemmon Survey       |
| 453030 | 2007 RS252             | 13 de setembre de 2007 | Mount Lemmon         | Mt. Lemmon Survey       |
| 453031 | 2007 RW266             | 15 de setembre de 2007 | Mount Lemmon         | Mt. Lemmon Survey       |
| 453032 | 2007 RK301             | 13 de setembre de 2007 | Mount Lemmon         | Mt. Lemmon Survey       |
| 453033 | 2007 RD310             | 4 de setembre de 2007  | Catalina             | CSS                     |
| 453034 | 2007 RA315             | 6 de setembre de 2007  | Anderson Mesa        | LONEOS                  |
| 453035 | 2007 RC315             | 7 de setembre de 2007  | Socorro              | LINEAR                  |
| 453036 | 2007 RN316             | 9 de setembre de 2007  | Kitt Peak            | Spacewatch              |
| 453037 | 2007 RG321             | 13 de setembre de 2007 | Catalina             | CSS                     |
| 453038 | 2007 RH322             | 11 de setembre de 2007 | Mount Lemmon         | Mt. Lemmon Survey       |
| 453039 | 2007 RB325             | 14 de setembre de 2007 | Catalina             | CSS                     |
| 453040 | 2007 SL3               | 16 de setembre de 2007 | Socorro              | LINEAR                  |
| 453041 | 2007 SB15              | 21 de setembre de 2007 | Kitt Peak            | Spacewatch              |
| 453042 | 2007 SY15              | 21 d'agost de 2007     | Anderson Mesa        | LONEOS                  |
| 453043 | 2007 TQ45              | 7 d'octubre de 2007    | Mount Lemmon         | Mt. Lemmon Survey       |
| 453044 | 2007 TB47              | 4 d'octubre de 2007    | Kitt Peak            | Spacewatch              |
| 453045 | 2007 TY50              | 4 d'octubre de 2007    | Kitt Peak            | Spacewatch              |
| 453046 | 2007 TG51              | 17 de setembre de 2003 | Kitt Peak            | Spacewatch              |
| 453047 | 2007 TO59              | 5 d'octubre de 2007    | Kitt Peak            | Spacewatch              |
| 453048 | 2007 TV72              | 12 d'octubre de 2007   | Socorro              | LINEAR                  |
| 453049 | 2007 TO147             | 7 d'octubre de 2007    | Socorro              | LINEAR                  |
| 453050 | 2007 TP155             | 9 d'octubre de 2007    | Socorro              | LINEAR                  |
| 453051 | 2007 TU155             | 9 d'octubre de 2007    | Socorro              | LINEAR                  |
| 453052 | 2007 TM161             | 12 de setembre de 2007 | Mount Lemmon         | Mt. Lemmon Survey       |
| 453053 | 2007 TY198             | 8 d'octubre de 2007    | Kitt Peak            | Spacewatch              |
| 453054 | 2007 TC204             | 8 d'octubre de 2007    | Mount Lemmon         | Mt. Lemmon Survey       |
| 453055 | 2007 TL234             | 8 d'octubre de 2007    | Kitt Peak            | Spacewatch              |
| 453056 | 2007 TC240             | 18 de setembre de 2003 | Campo Imperatore     | CINEOS                  |
| 453057 | 2007 TT253             | 8 d'octubre de 2007    | Mount Lemmon         | Mt. Lemmon Survey       |
| 453058 | 2007 TL260             | 10 d'octubre de 2007   | Kitt Peak            | Spacewatch              |
| 453059 | 2007 TB317             | 13 de setembre de 2007 | Mount Lemmon         | Mt. Lemmon Survey       |
| 453060 | 2007 TO350             | 23 d'agost de 2007     | Kitt Peak            | Spacewatch              |
| 453061 | 2007 TF357             | 14 de setembre de 2007 | Catalina             | CSS                     |
| 453062 | 2007 TP430             | 13 d'octubre de 2007   | Mount Lemmon         | Mt. Lemmon Survey       |
| 453063 | 2007 UC11              | 19 d'octubre de 2007   | Catalina             | CSS                     |
| 453064 | 2007 UE15              | 18 d'octubre de 2007   | Mount Lemmon         | Mt. Lemmon Survey       |
| 453065 | 2007 UA19              | 18 d'octubre de 2007   | Mount Lemmon         | Mt. Lemmon Survey       |
| 453066 | 2007 UX27              | 16 d'octubre de 2007   | Mount Lemmon         | Mt. Lemmon Survey       |
| 453067 | 2007 UO31              | 19 d'octubre de 2007   | Mount Lemmon         | Mt. Lemmon Survey       |
| 453068 | 2007 UW49              | 24 d'octubre de 2007   | Mount Lemmon         | Mt. Lemmon Survey       |
| 453069 | 2007 UP51              | 14 d'octubre de 2007   | Mount Lemmon         | Mt. Lemmon Survey       |
| 453070 | 2007 UB55              | 30 d'octubre de 2007   | Kitt Peak            | Spacewatch              |
| 453071 | 2007 UE68              | 30 d'octubre de 2007   | Kitt Peak            | Spacewatch              |
| 453072 | 2007 UP101             | 10 de setembre de 2007 | Mount Lemmon         | Mt. Lemmon Survey       |
| 453073 | 2007 UM140             | 17 d'octubre de 2007   | Mount Lemmon         | Mt. Lemmon Survey       |
| 453074 | 2007 VD6               | 3 de novembre de 2007  | Catalina             | CSS                     |
| 453075 | 2007 VP8               | 20 d'octubre de 2007   | Mount Lemmon         | Mt. Lemmon Survey       |
| 453076 | 2007 VJ9               | 20 d'octubre de 2007   | Mount Lemmon         | Mt. Lemmon Survey       |
| 453077 | 2007 VD11              | 2 de novembre de 2007  | Kitt Peak            | Spacewatch              |
| 453078 | 2007 VU23              | 9 d'octubre de 2007    | Mount Lemmon         | Mt. Lemmon Survey       |
| 453079 | 2007 VZ42              | 3 de novembre de 2007  | Kitt Peak            | Spacewatch              |
| 453080 | 2007 VA51              | 1 de novembre de 2007  | Kitt Peak            | Spacewatch              |
| 453081 | 2007 VB55              | 1 de novembre de 2007  | Kitt Peak            | Spacewatch              |
| 453082 | 2007 VU58              | 14 de setembre de 2007 | Mount Lemmon         | Mt. Lemmon Survey       |
| 453083 | 2007 VW114             | 3 de novembre de 2007  | Kitt Peak            | Spacewatch              |
| 453084 | 2007 VQ152             | 2 de novembre de 2007  | Mount Lemmon         | Mt. Lemmon Survey       |
| 453085 | 2007 VN154             | 5 de novembre de 2007  | Kitt Peak            | Spacewatch              |
| 453086 | 2007 VS158             | 5 de novembre de 2007  | Kitt Peak            | Spacewatch              |
| 453087 | 2007 VR162             | 5 de novembre de 2007  | Kitt Peak            | Spacewatch              |
| 453088 | 2007 VB169             | 5 de novembre de 2007  | Kitt Peak            | Spacewatch              |
| 453089 | 2007 VG191             | 4 de novembre de 2007  | Kitt Peak            | Spacewatch              |
| 453090 | 2007 VR194             | 5 de novembre de 2007  | Mount Lemmon         | Mt. Lemmon Survey       |
| 453091 | 2007 VY194             | 5 de novembre de 2007  | Mount Lemmon         | Mt. Lemmon Survey       |
| 453092 | 2007 VD197             | 7 de novembre de 2007  | Mount Lemmon         | Mt. Lemmon Survey       |
| 453093 | 2007 VW202             | 7 de novembre de 2007  | Mount Lemmon         | Mt. Lemmon Survey       |
| 453094 | 2007 VK206             | 25 de setembre de 2007 | Mount Lemmon         | Mt. Lemmon Survey       |
| 453095 | 2007 VP274             | 5 de novembre de 2007  | Kitt Peak            | Spacewatch              |
| 453096 | 2007 VY300             | 9 de novembre de 2007  | Catalina             | CSS                     |
| 453097 | 2007 VX310             | 5 de novembre de 2007  | Mount Lemmon         | Mt. Lemmon Survey       |
| 453098 | 2007 VN325             | 2 de novembre de 2007  | Kitt Peak            | Spacewatch              |
| 453099 | 2007 VS328             | 9 de novembre de 2007  | Kitt Peak            | Spacewatch              |
| 453100 | 2007 WU4               | 19 de novembre de 2007 | Kitt Peak            | Spacewatch              |

## 453101–453200
| Nom    | Designació provisional | Data de descobriment   | Lloc de descobriment | Descobridor/s        |
| ------ | ---------------------- | ---------------------- | -------------------- | -------------------- |
| 453101 | 2007 WE37              | 19 de novembre de 2007 | Mount Lemmon         | Mt. Lemmon Survey    |
| 453102 | 2007 WC41              | 10 d'octubre de 2007   | Kitt Peak            | Spacewatch           |
| 453103 | 2007 WM52              | 20 de novembre de 2007 | Mount Lemmon         | Mt. Lemmon Survey    |
| 453104 | 2007 WW58              | 19 de novembre de 2007 | Mount Lemmon         | Mt. Lemmon Survey    |
| 453105 | 2007 WY59              | 19 de novembre de 2007 | Kitt Peak            | Spacewatch           |
| 453106 | 2007 WR62              | 18 de novembre de 2007 | Mount Lemmon         | Mt. Lemmon Survey    |
| 453107 | 2007 XW9               | 14 de setembre de 2004 | Siding Spring        | Siding Spring Survey |
| 453108 | 2007 XN18              | 10 de desembre de 2007 | Socorro              | LINEAR               |
| 453109 | 2007 XV20              | 12 de desembre de 2007 | La Sagra             | OAM                  |
| 453110 | 2007 XS52              | 3 de desembre de 2007  | Kitt Peak            | Spacewatch           |
| 453111 | 2007 XD55              | 14 de desembre de 2007 | Mount Lemmon         | Mt. Lemmon Survey    |
| 453112 | 2007 XF59              | 15 de desembre de 2007 | Socorro              | LINEAR               |
| 453113 | 2007 YN7               | 16 de desembre de 2007 | Kitt Peak            | Spacewatch           |
| 453114 | 2007 YS12              | 17 de desembre de 2007 | Mount Lemmon         | Mt. Lemmon Survey    |
| 453115 | 2007 YD20              | 16 de desembre de 2007 | Kitt Peak            | Spacewatch           |
| 453116 | 2007 YN20              | 14 de novembre de 2007 | Mount Lemmon         | Mt. Lemmon Survey    |
| 453117 | 2007 YL30              | 4 de desembre de 2007  | Kitt Peak            | Spacewatch           |
| 453118 | 2007 YV30              | 28 de desembre de 2007 | Kitt Peak            | Spacewatch           |
| 453119 | 2007 YG32              | 5 de novembre de 2007  | Kitt Peak            | Spacewatch           |
| 453120 | 2007 YK46              | 30 de desembre de 2007 | Kitt Peak            | Spacewatch           |
| 453121 | 2007 YA49              | 28 de desembre de 2007 | Kitt Peak            | Spacewatch           |
| 453122 | 2007 YG50              | 28 de desembre de 2007 | Kitt Peak            | Spacewatch           |
| 453123 | 2007 YQ57              | 6 de desembre de 2007  | Mount Lemmon         | Mt. Lemmon Survey    |
| 453124 | 2007 YH62              | 30 de desembre de 2007 | Kitt Peak            | Spacewatch           |
| 453125 | 2007 YD67              | 31 de desembre de 2007 | Kitt Peak            | Spacewatch           |
| 453126 | 2007 YC74              | 31 de desembre de 2007 | Catalina             | CSS                  |
| 453127 | 2008 AP2               | 6 de gener de 2008     | La Sagra             | OAM                  |
| 453128 | 2008 AU20              | 10 de gener de 2008    | Mount Lemmon         | Mt. Lemmon Survey    |
| 453129 | 2008 AU25              | 10 de gener de 2008    | Mount Lemmon         | Mt. Lemmon Survey    |
| 453130 | 2008 AG27              | 18 de desembre de 2007 | Mount Lemmon         | Mt. Lemmon Survey    |
| 453131 | 2008 AT33              | 18 de desembre de 2007 | Mount Lemmon         | Mt. Lemmon Survey    |
| 453132 | 2008 AL35              | 31 de desembre de 2007 | Kitt Peak            | Spacewatch           |
| 453133 | 2008 AD42              | 10 de gener de 2008    | Catalina             | CSS                  |
| 453134 | 2008 AM45              | 10 de gener de 2008    | Lulin                | LUSS                 |
| 453135 | 2008 AN46              | 28 de desembre de 2007 | Kitt Peak            | Spacewatch           |
| 453136 | 2008 AL54              | 11 de gener de 2008    | Kitt Peak            | Spacewatch           |
| 453137 | 2008 AM55              | 11 de gener de 2008    | Kitt Peak            | Spacewatch           |
| 453138 | 2008 AN65              | 11 de gener de 2008    | Mount Lemmon         | Mt. Lemmon Survey    |
| 453139 | 2008 AU76              | 14 de desembre de 2007 | Mount Lemmon         | Mt. Lemmon Survey    |
| 453140 | 2008 AN86              | 15 de desembre de 2007 | Socorro              | LINEAR               |
| 453141 | 2008 AZ95              | 14 de gener de 2008    | Kitt Peak            | Spacewatch           |
| 453142 | 2008 AG98              | 14 de gener de 2008    | Kitt Peak            | Spacewatch           |
| 453143 | 2008 AN99              | 14 de gener de 2008    | Kitt Peak            | Spacewatch           |
| 453144 | 2008 AG107             | 15 de gener de 2008    | Kitt Peak            | Spacewatch           |
| 453145 | 2008 AX112             | 13 de gener de 2008    | Kitt Peak            | Spacewatch           |
| 453146 | 2008 AG136             | 12 de gener de 2008    | Catalina             | CSS                  |
| 453147 | 2008 AQ137             | 10 de gener de 2008    | Mount Lemmon         | Mt. Lemmon Survey    |
| 453148 | 2008 BD27              | 17 de setembre de 2006 | Kitt Peak            | Spacewatch           |
| 453149 | 2008 BM30              | 30 de gener de 2008    | Mount Lemmon         | Mt. Lemmon Survey    |
| 453150 | 2008 BM37              | 11 de novembre de 2007 | Mount Lemmon         | Mt. Lemmon Survey    |
| 453151 | 2008 BD50              | 18 de gener de 2008    | Kitt Peak            | Spacewatch           |
| 453152 | 2008 CR8               | 10 de gener de 2008    | Kitt Peak            | Spacewatch           |
| 453153 | 2008 CY18              | 3 de febrer de 2008    | Kitt Peak            | Spacewatch           |
| 453154 | 2008 CZ26              | 2 de febrer de 2008    | Kitt Peak            | Spacewatch           |
| 453155 | 2008 CD53              | 7 de febrer de 2008    | Kitt Peak            | Spacewatch           |
| 453156 | 2008 CC61              | 7 de febrer de 2008    | Mount Lemmon         | Mt. Lemmon Survey    |
| 453157 | 2008 CH65              | 19 de novembre de 2007 | Mount Lemmon         | Mt. Lemmon Survey    |
| 453158 | 2008 CE80              | 7 de febrer de 2008    | Kitt Peak            | Spacewatch           |
| 453159 | 2008 CH140             | 8 de febrer de 2008    | Kitt Peak            | Spacewatch           |
| 453160 | 2008 CD146             | 9 de febrer de 2008    | Kitt Peak            | Spacewatch           |
| 453161 | 2008 CS159             | 9 de febrer de 2008    | Kitt Peak            | Spacewatch           |
| 453162 | 2008 CH168             | 11 de febrer de 2008   | Kitt Peak            | Spacewatch           |
| 453163 | 2008 CP206             | 16 d'octubre de 2006   | Kitt Peak            | Spacewatch           |
| 453164 | 2008 CB215             | 12 de febrer de 2008   | Mount Lemmon         | Mt. Lemmon Survey    |
| 453165 | 2008 DU34              | 9 de febrer de 2008    | Catalina             | CSS                  |
| 453166 | 2008 DE50              | 11 de gener de 2008    | Catalina             | CSS                  |
| 453167 | 2008 DN70              | 18 de febrer de 2008   | Mount Lemmon         | Mt. Lemmon Survey    |
| 453168 | 2008 DU73              | 13 de febrer de 2008   | Mount Lemmon         | Mt. Lemmon Survey    |
| 453169 | 2008 DS75              | 28 de febrer de 2008   | Mount Lemmon         | Mt. Lemmon Survey    |
| 453170 | 2008 DW79              | 29 de febrer de 2008   | Catalina             | CSS                  |
| 453171 | 2008 DO81              | 27 de febrer de 2008   | Mount Lemmon         | Mt. Lemmon Survey    |
| 453172 | 2008 DN82              | 28 de febrer de 2008   | Kitt Peak            | Spacewatch           |
| 453173 | 2008 EA16              | 2 de febrer de 2008    | Mount Lemmon         | Mt. Lemmon Survey    |
| 453174 | 2008 EE18              | 1 de març de 2008      | Kitt Peak            | Spacewatch           |
| 453175 | 2008 EX22              | 8 de gener de 2003     | Socorro              | LINEAR               |
| 453176 | 2008 EY35              | 31 de gener de 2008    | Mount Lemmon         | Mt. Lemmon Survey    |
| 453177 | 2008 EF38              | 4 de març de 2008      | Kitt Peak            | Spacewatch           |
| 453178 | 2008 EU50              | 11 de febrer de 2008   | Kitt Peak            | Spacewatch           |
| 453179 | 2008 EA51              | 4 de març de 2008      | Socorro              | LINEAR               |
| 453180 | 2008 EJ64              | 9 de març de 2008      | Mount Lemmon         | Mt. Lemmon Survey    |
| 453181 | 2008 EQ72              | 6 de març de 2008      | Mount Lemmon         | Mt. Lemmon Survey    |
| 453182 | 2008 EZ112             | 8 de març de 2008      | Kitt Peak            | Spacewatch           |
| 453183 | 2008 EL120             | 1 de març de 2008      | Kitt Peak            | Spacewatch           |
| 453184 | 2008 EM123             | 9 de març de 2008      | Kitt Peak            | Spacewatch           |
| 453185 | 2008 EP128             | 16 de desembre de 2007 | Mount Lemmon         | Mt. Lemmon Survey    |
| 453186 | 2008 EQ134             | 11 de març de 2008     | Kitt Peak            | Spacewatch           |
| 453187 | 2008 EJ153             | 11 de març de 2008     | Mount Lemmon         | Mt. Lemmon Survey    |
| 453188 | 2008 EK157             | 15 de març de 2008     | Mount Lemmon         | Mt. Lemmon Survey    |
| 453189 | 2008 FT                | 27 de febrer de 2008   | Mount Lemmon         | Mt. Lemmon Survey    |
| 453190 | 2008 FR22              | 27 de març de 2008     | Kitt Peak            | Spacewatch           |
| 453191 | 2008 FM23              | 27 de març de 2008     | Kitt Peak            | Spacewatch           |
| 453192 | 2008 FC32              | 28 de març de 2008     | Mount Lemmon         | Mt. Lemmon Survey    |
| 453193 | 2008 FL59              | 29 de març de 2008     | Kitt Peak            | Spacewatch           |
| 453194 | 2008 FR62              | 10 de gener de 2008    | Mount Lemmon         | Mt. Lemmon Survey    |
| 453195 | 2008 FB72              | 30 de març de 2008     | Kitt Peak            | Spacewatch           |
| 453196 | 2008 FP78              | 27 de març de 2008     | Mount Lemmon         | Mt. Lemmon Survey    |
| 453197 | 2008 FR87              | 12 de març de 2008     | Kitt Peak            | Spacewatch           |
| 453198 | 2008 FW101             | 30 de març de 2008     | Kitt Peak            | Spacewatch           |
| 453199 | 2008 FR124             | 30 de març de 2008     | Kitt Peak            | Spacewatch           |
| 453200 | 2008 FV127             | 27 de març de 2008     | Kitt Peak            | Spacewatch           |

## 453201–453300
| Nom    | Designació provisional | Data de descobriment   | Lloc de descobriment | Descobridor/s        |
| ------ | ---------------------- | ---------------------- | -------------------- | -------------------- |
| 453201 | 2008 FU135             | 29 de març de 2008     | Kitt Peak            | Spacewatch           |
| 453202 | 2008 GY44              | 4 d'abril de 2008      | Kitt Peak            | Spacewatch           |
| 453203 | 2008 GG63              | 5 d'abril de 2008      | Kitt Peak            | Spacewatch           |
| 453204 | 2008 GV76              | 7 d'abril de 2008      | Kitt Peak            | Spacewatch           |
| 453205 | 2008 GW80              | 7 d'abril de 2008      | Mount Lemmon         | Mt. Lemmon Survey    |
| 453206 | 2008 GX105             | 11 d'abril de 2008     | Mount Lemmon         | Mt. Lemmon Survey    |
| 453207 | 2008 GO115             | 3 de febrer de 2008    | Catalina             | CSS                  |
| 453208 | 2008 GK120             | 29 de març de 2008     | Catalina             | CSS                  |
| 453209 | 2008 GL123             | 10 de març de 2008     | Kitt Peak            | Spacewatch           |
| 453210 | 2008 GA128             | 14 d'abril de 2008     | Mount Lemmon         | Mt. Lemmon Survey    |
| 453211 | 2008 GZ145             | 14 d'abril de 2008     | Mount Lemmon         | Mt. Lemmon Survey    |
| 453212 | 2008 HU7               | 24 d'abril de 2008     | Kitt Peak            | Spacewatch           |
| 453213 | 2008 HK8               | 24 d'abril de 2008     | Kitt Peak            | Spacewatch           |
| 453214 | 2008 HU13              | 25 d'abril de 2008     | Kitt Peak            | Spacewatch           |
| 453215 | 2008 HP14              | 11 de març de 2008     | Kitt Peak            | Spacewatch           |
| 453216 | 2008 HQ17              | 26 d'abril de 2008     | Kitt Peak            | Spacewatch           |
| 453217 | 2008 HU22              | 27 d'abril de 2008     | Kitt Peak            | Spacewatch           |
| 453218 | 2008 HZ29              | 15 de març de 2008     | Mount Lemmon         | Mt. Lemmon Survey    |
| 453219 | 2008 HK35              | 26 de novembre de 2005 | Kitt Peak            | Spacewatch           |
| 453220 | 2008 HN50              | 14 d'abril de 2008     | Kitt Peak            | Spacewatch           |
| 453221 | 2008 HG55              | 29 d'abril de 2008     | Kitt Peak            | Spacewatch           |
| 453222 | 2008 HQ68              | 24 d'abril de 2008     | Kitt Peak            | Spacewatch           |
| 453223 | 2008 HG69              | 27 d'abril de 2008     | Kitt Peak            | Spacewatch           |
| 453224 | 2008 JX9               | 14 d'abril de 2008     | Kitt Peak            | Spacewatch           |
| 453225 | 2008 JS10              | 3 d'abril de 2008      | Kitt Peak            | Spacewatch           |
| 453226 | 2008 JU22              | 6 d'abril de 2008      | Mount Lemmon         | Mt. Lemmon Survey    |
| 453227 | 2008 JW32              | 6 d'abril de 2008      | Mount Lemmon         | Mt. Lemmon Survey    |
| 453228 | 2008 JZ40              | 2 de maig de 2008      | Catalina             | CSS                  |
| 453229 | 2008 KZ10              | 29 de maig de 2008     | Mount Lemmon         | Mt. Lemmon Survey    |
| 453230 | 2008 KJ13              | 27 de maig de 2008     | Kitt Peak            | Spacewatch           |
| 453231 | 2008 KH18              | 11 de maig de 2008     | Mount Lemmon         | Mt. Lemmon Survey    |
| 453232 | 2008 KV38              | 12 de maig de 2008     | Siding Spring        | Siding Spring Survey |
| 453233 | 2008 LK14              | 8 de juny de 2008      | Kitt Peak            | Spacewatch           |
| 453234 | 2008 OA20              | 30 de juliol de 2008   | Kitt Peak            | Spacewatch           |
| 453235 | 2008 PU3               | 3 d'agost de 2008      | Marly                | Kocher, P.           |
| 453236 | 2008 PQ8               | 26 de juliol de 2008   | Siding Spring        | Siding Spring Survey |
| 453237 | 2008 QP13              | 27 d'agost de 2008     | La Sagra             | OAM                  |
| 453238 | 2008 QT17              | 29 de juliol de 2008   | Kitt Peak            | Spacewatch           |
| 453239 | 2008 RB31              | 30 de novembre de 2003 | Kitt Peak            | Spacewatch           |
| 453240 | 2008 RB52              | 3 de setembre de 2008  | Kitt Peak            | Spacewatch           |
| 453241 | 2008 RZ62              | 4 de setembre de 2008  | Kitt Peak            | Spacewatch           |
| 453242 | 2008 RG106             | 7 de setembre de 2008  | Mount Lemmon         | Mt. Lemmon Survey    |
| 453243 | 2008 RB121             | 4 de setembre de 2008  | Kitt Peak            | Spacewatch           |
| 453244 | 2008 RB138             | 5 de setembre de 2008  | Kitt Peak            | Spacewatch           |
| 453245 | 2008 SV28              | 19 de setembre de 2008 | Kitt Peak            | Spacewatch           |
| 453246 | 2008 SJ29              | 4 de setembre de 2008  | Kitt Peak            | Spacewatch           |
| 453247 | 2008 SS31              | 20 de setembre de 2008 | Kitt Peak            | Spacewatch           |
| 453248 | 2008 SN38              | 30 de novembre de 2005 | Mount Lemmon         | Mt. Lemmon Survey    |
| 453249 | 2008 SH43              | 20 de setembre de 2008 | Mount Lemmon         | Mt. Lemmon Survey    |
| 453250 | 2008 SQ47              | 20 de setembre de 2008 | Catalina             | CSS                  |
| 453251 | 2008 SU58              | 20 de setembre de 2008 | Kitt Peak            | Spacewatch           |
| 453252 | 2008 SN68              | 21 de setembre de 2008 | Catalina             | CSS                  |
| 453253 | 2008 SK96              | 9 de setembre de 2008  | Mount Lemmon         | Mt. Lemmon Survey    |
| 453254 | 2008 SL132             | 22 de setembre de 2008 | Kitt Peak            | Spacewatch           |
| 453255 | 2008 SD136             | 23 de setembre de 2008 | Kitt Peak            | Spacewatch           |
| 453256 | 2008 SP139             | 23 de setembre de 2008 | Moletai              | Moletai              |
| 453257 | 2008 SE141             | 24 de setembre de 2008 | Mount Lemmon         | Mt. Lemmon Survey    |
| 453258 | 2008 SY156             | 24 de setembre de 2008 | Socorro              | LINEAR               |
| 453259 | 2008 SQ162             | 28 de setembre de 2008 | Socorro              | LINEAR               |
| 453260 | 2008 SG181             | 24 de setembre de 2008 | Kitt Peak            | Spacewatch           |
| 453261 | 2008 SP190             | 25 de setembre de 2008 | Mount Lemmon         | Mt. Lemmon Survey    |
| 453262 | 2008 SA196             | 25 de setembre de 2008 | Kitt Peak            | Spacewatch           |
| 453263 | 2008 SK201             | 26 de setembre de 2008 | Kitt Peak            | Spacewatch           |
| 453264 | 2008 SP231             | 24 d'agost de 2008     | Kitt Peak            | Spacewatch           |
| 453265 | 2008 SP237             | 29 de setembre de 2008 | Mount Lemmon         | Mt. Lemmon Survey    |
| 453266 | 2008 SR241             | 29 de setembre de 2008 | Catalina             | CSS                  |
| 453267 | 2008 SX241             | 3 de setembre de 2008  | Kitt Peak            | Spacewatch           |
| 453268 | 2008 SR252             | 20 de setembre de 2008 | Kitt Peak            | Spacewatch           |
| 453269 | 2008 SH273             | 23 de setembre de 2008 | Mount Lemmon         | Mt. Lemmon Survey    |
| 453270 | 2008 SJ290             | 29 de setembre de 2008 | Catalina             | CSS                  |
| 453271 | 2008 SN297             | 23 de setembre de 2008 | Kitt Peak            | Spacewatch           |
| 453272 | 2008 SJ300             | 23 de setembre de 2008 | Kitt Peak            | Spacewatch           |
| 453273 | 2008 SB305             | 26 de setembre de 2008 | Kitt Peak            | Spacewatch           |
| 453274 | 2008 SD310             | 29 de setembre de 2008 | Mount Lemmon         | Mt. Lemmon Survey    |
| 453275 | 2008 TL12              | 1 d'octubre de 2008    | Kitt Peak            | Spacewatch           |
| 453276 | 2008 TR20              | 1 d'octubre de 2008    | Mount Lemmon         | Mt. Lemmon Survey    |
| 453277 | 2008 TJ40              | 1 d'octubre de 2008    | Mount Lemmon         | Mt. Lemmon Survey    |
| 453278 | 2008 TY41              | 1 d'octubre de 2008    | Mount Lemmon         | Mt. Lemmon Survey    |
| 453279 | 2008 TD46              | 23 de setembre de 2008 | Kitt Peak            | Spacewatch           |
| 453280 | 2008 TY53              | 2 d'octubre de 2008    | Kitt Peak            | Spacewatch           |
| 453281 | 2008 TZ72              | 2 d'octubre de 2008    | Kitt Peak            | Spacewatch           |
| 453282 | 2008 TF75              | 6 de setembre de 2008  | Mount Lemmon         | Mt. Lemmon Survey    |
| 453283 | 2008 TA89              | 3 d'octubre de 2008    | Kitt Peak            | Spacewatch           |
| 453284 | 2008 TY90              | 25 de febrer de 2006   | Mount Lemmon         | Mt. Lemmon Survey    |
| 453285 | 2008 TH91              | 3 d'octubre de 2008    | La Sagra             | OAM                  |
| 453286 | 2008 TR94              | 22 de setembre de 2008 | Kitt Peak            | Spacewatch           |
| 453287 | 2008 TH110             | 6 d'octubre de 2008    | Catalina             | CSS                  |
| 453288 | 2008 TQ164             | 1 d'octubre de 2008    | Kitt Peak            | Spacewatch           |
| 453289 | 2008 TX165             | 6 d'octubre de 2008    | Catalina             | CSS                  |
| 453290 | 2008 TX172             | 10 d'octubre de 2008   | Mount Lemmon         | Mt. Lemmon Survey    |
| 453291 | 2008 TA174             | 2 d'octubre de 2008    | Kitt Peak            | Spacewatch           |
| 453292 | 2008 TM179             | 1 d'octubre de 2008    | Catalina             | CSS                  |
| 453293 | 2008 TZ187             | 9 d'octubre de 2008    | Kitt Peak            | Spacewatch           |
| 453294 | 2008 UB11              | 17 d'octubre de 2008   | Kitt Peak            | Spacewatch           |
| 453295 | 2008 UT69              | 22 de setembre de 2008 | Kitt Peak            | Spacewatch           |
| 453296 | 2008 UY96              | 25 d'octubre de 2008   | Socorro              | LINEAR               |
| 453297 | 2008 UN105             | 20 d'octubre de 2008   | Kitt Peak            | Spacewatch           |
| 453298 | 2008 UR109             | 22 d'octubre de 2008   | Kitt Peak            | Spacewatch           |
| 453299 | 2008 UW142             | 23 d'octubre de 2008   | Kitt Peak            | Spacewatch           |
| 453300 | 2008 UF179             | 7 de setembre de 2008  | Mount Lemmon         | Mt. Lemmon Survey    |

## 453301–453400
| Nom    | Designació provisional | Data de descobriment   | Lloc de descobriment | Descobridor/s     |
| ------ | ---------------------- | ---------------------- | -------------------- | ----------------- |
| 453301 | 2008 UH197             | 27 d'octubre de 2008   | Mount Lemmon         | Mt. Lemmon Survey |
| 453302 | 2008 UR199             | 31 d'octubre de 2008   | Desert Moon          | Stevens, B. L.    |
| 453303 | 2008 UH213             | 24 d'octubre de 2008   | Catalina             | CSS               |
| 453304 | 2008 UZ223             | 25 d'octubre de 2008   | Kitt Peak            | Spacewatch        |
| 453305 | 2008 UC284             | 28 d'octubre de 2008   | Mount Lemmon         | Mt. Lemmon Survey |
| 453306 | 2008 UH284             | 28 d'octubre de 2008   | Mount Lemmon         | Mt. Lemmon Survey |
| 453307 | 2008 UC336             | 20 d'octubre de 2008   | Kitt Peak            | Spacewatch        |
| 453308 | 2008 UT359             | 28 d'octubre de 2008   | Kitt Peak            | Spacewatch        |
| 453309 | 2008 VQ4               | 4 de novembre de 2008  | Socorro              | LINEAR            |
| 453310 | 2008 VC24              | 1 de novembre de 2008  | Kitt Peak            | Spacewatch        |
| 453311 | 2008 VA25              | 24 de setembre de 2008 | Mount Lemmon         | Mt. Lemmon Survey |
| 453312 | 2008 VH30              | 21 d'octubre de 2008   | Kitt Peak            | Spacewatch        |
| 453313 | 2008 VA38              | 2 de novembre de 2008  | Mount Lemmon         | Mt. Lemmon Survey |
| 453314 | 2008 VB39              | 29 d'octubre de 2008   | Kitt Peak            | Spacewatch        |
| 453315 | 2008 VG41              | 26 d'octubre de 2008   | Kitt Peak            | Spacewatch        |
| 453316 | 2008 VJ49              | 26 d'octubre de 2008   | Kitt Peak            | Spacewatch        |
| 453317 | 2008 VA60              | 23 d'octubre de 2008   | Kitt Peak            | Spacewatch        |
| 453318 | 2008 VR67              | 8 de novembre de 2008  | Kitt Peak            | Spacewatch        |
| 453319 | 2008 VM77              | 3 de novembre de 2008  | Mount Lemmon         | Mt. Lemmon Survey |
| 453320 | 2008 WG11              | 18 de novembre de 2008 | Catalina             | CSS               |
| 453321 | 2008 WC18              | 29 de setembre de 2008 | Mount Lemmon         | Mt. Lemmon Survey |
| 453322 | 2008 WC37              | 17 de novembre de 2008 | Kitt Peak            | Spacewatch        |
| 453323 | 2008 WY40              | 17 de novembre de 2008 | Kitt Peak            | Spacewatch        |
| 453324 | 2008 WB77              | 29 de setembre de 2008 | Mount Lemmon         | Mt. Lemmon Survey |
| 453325 | 2008 WD79              | 20 de novembre de 2008 | Kitt Peak            | Spacewatch        |
| 453326 | 2008 WV126             | 24 de novembre de 2008 | Mount Lemmon         | Mt. Lemmon Survey |
| 453327 | 2008 WB130             | 19 de novembre de 2008 | Kitt Peak            | Spacewatch        |
| 453328 | 2008 XN20              | 1 de desembre de 2008  | Kitt Peak            | Spacewatch        |
| 453329 | 2008 XK47              | 1 de desembre de 2008  | Mount Lemmon         | Mt. Lemmon Survey |
| 453330 | 2008 XF54              | 1 de desembre de 2008  | Kitt Peak            | Spacewatch        |
| 453331 | 2008 YZ4               | 4 de desembre de 2008  | Mount Lemmon         | Mt. Lemmon Survey |
| 453332 | 2008 YA18              | 21 de desembre de 2008 | Mount Lemmon         | Mt. Lemmon Survey |
| 453333 | 2008 YY35              | 9 d'octubre de 2008    | Kitt Peak            | Spacewatch        |
| 453334 | 2008 YZ35              | 22 de desembre de 2008 | Kitt Peak            | Spacewatch        |
| 453335 | 2008 YL37              | 24 de novembre de 2008 | Mount Lemmon         | Mt. Lemmon Survey |
| 453336 | 2008 YT39              | 29 de desembre de 2008 | Mount Lemmon         | Mt. Lemmon Survey |
| 453337 | 2008 YH48              | 29 de desembre de 2008 | Mount Lemmon         | Mt. Lemmon Survey |
| 453338 | 2008 YW58              | 30 de desembre de 2008 | Kitt Peak            | Spacewatch        |
| 453339 | 2008 YF71              | 29 de desembre de 2008 | Mount Lemmon         | Mt. Lemmon Survey |
| 453340 | 2008 YQ79              | 30 de desembre de 2008 | Mount Lemmon         | Mt. Lemmon Survey |
| 453341 | 2008 YU89              | 21 de desembre de 2008 | Kitt Peak            | Spacewatch        |
| 453342 | 2008 YZ94              | 20 de novembre de 2008 | Mount Lemmon         | Mt. Lemmon Survey |
| 453343 | 2008 YL106             | 29 de desembre de 2008 | Kitt Peak            | Spacewatch        |
| 453344 | 2008 YC107             | 22 de desembre de 2008 | Kitt Peak            | Spacewatch        |
| 453345 | 2008 YA109             | 29 de desembre de 2008 | Kitt Peak            | Spacewatch        |
| 453346 | 2008 YE114             | 24 de febrer de 2006   | Kitt Peak            | Spacewatch        |
| 453347 | 2008 YE124             | 30 de desembre de 2008 | Kitt Peak            | Spacewatch        |
| 453348 | 2008 YA125             | 30 de desembre de 2008 | Kitt Peak            | Spacewatch        |
| 453349 | 2008 YD134             | 30 de desembre de 2008 | Kitt Peak            | Spacewatch        |
| 453350 | 2008 YB136             | 30 de novembre de 2008 | Mount Lemmon         | Mt. Lemmon Survey |
| 453351 | 2008 YZ157             | 30 de desembre de 2008 | Mount Lemmon         | Mt. Lemmon Survey |
| 453352 | 2008 YX160             | 31 de desembre de 2008 | Catalina             | CSS               |
| 453353 | 2008 YJ164             | 21 de desembre de 2008 | Kitt Peak            | Spacewatch        |
| 453354 | 2008 YW165             | 31 de desembre de 2008 | Mount Lemmon         | Mt. Lemmon Survey |
| 453355 | 2009 AA7               | 24 d'abril de 2006     | Kitt Peak            | Spacewatch        |
| 453356 | 2009 AR13              | 22 de desembre de 2008 | Kitt Peak            | Spacewatch        |
| 453357 | 2009 AV13              | 2 de gener de 2009     | Mount Lemmon         | Mt. Lemmon Survey |
| 453358 | 2009 AS25              | 21 de desembre de 2008 | Kitt Peak            | Spacewatch        |
| 453359 | 2009 AQ29              | 22 de desembre de 2008 | Kitt Peak            | Spacewatch        |
| 453360 | 2009 AK46              | 15 de gener de 2009    | Kitt Peak            | Spacewatch        |
| 453361 | 2009 AP46              | 22 de desembre de 2008 | Kitt Peak            | Spacewatch        |
| 453362 | 2009 BO11              | 5 de desembre de 2008  | Mount Lemmon         | Mt. Lemmon Survey |
| 453363 | 2009 BC21              | 2 de gener de 2009     | Kitt Peak            | Spacewatch        |
| 453364 | 2009 BE23              | 17 de gener de 2009    | Kitt Peak            | Spacewatch        |
| 453365 | 2009 BC31              | 2 de gener de 2009     | Mount Lemmon         | Mt. Lemmon Survey |
| 453366 | 2009 BF31              | 2 de gener de 2009     | Mount Lemmon         | Mt. Lemmon Survey |
| 453367 | 2009 BA34              | 2 de gener de 2009     | Mount Lemmon         | Mt. Lemmon Survey |
| 453368 | 2009 BZ41              | 16 de gener de 2009    | Kitt Peak            | Spacewatch        |
| 453369 | 2009 BQ50              | 2 de gener de 2009     | Mount Lemmon         | Mt. Lemmon Survey |
| 453370 | 2009 BA53              | 16 de gener de 2009    | Mount Lemmon         | Mt. Lemmon Survey |
| 453371 | 2009 BN55              | 16 de gener de 2009    | Kitt Peak            | Spacewatch        |
| 453372 | 2009 BN57              | 20 de gener de 2009    | Kitt Peak            | Spacewatch        |
| 453373 | 2009 BJ74              | 29 de desembre de 2008 | Catalina             | CSS               |
| 453374 | 2009 BJ76              | 2 de gener de 2009     | Mount Lemmon         | Mt. Lemmon Survey |
| 453375 | 2009 BL93              | 25 de gener de 2009    | Kitt Peak            | Spacewatch        |
| 453376 | 2009 BZ95              | 22 de novembre de 2008 | Mount Lemmon         | Mt. Lemmon Survey |
| 453377 | 2009 BE115             | 24 de novembre de 2008 | Mount Lemmon         | Mt. Lemmon Survey |
| 453378 | 2009 BP117             | 29 de gener de 2009    | Mount Lemmon         | Mt. Lemmon Survey |
| 453379 | 2009 BD122             | 31 de gener de 2009    | Kitt Peak            | Spacewatch        |
| 453380 | 2009 BP122             | 31 de gener de 2009    | Kitt Peak            | Spacewatch        |
| 453381 | 2009 BN126             | 15 de gener de 2009    | Kitt Peak            | Spacewatch        |
| 453382 | 2009 BH138             | 29 de gener de 2009    | Kitt Peak            | Spacewatch        |
| 453383 | 2009 BC166             | 31 de gener de 2009    | Kitt Peak            | Spacewatch        |
| 453384 | 2009 BD180             | 25 de gener de 2009    | Kitt Peak            | Spacewatch        |
| 453385 | 2009 BB189             | 20 de gener de 2009    | Catalina             | CSS               |
| 453386 | 2009 CH1               | 27 d'octubre de 2005   | Catalina             | CSS               |
| 453387 | 2009 CM2               | 1 de gener de 2009     | Mount Lemmon         | Mt. Lemmon Survey |
| 453388 | 2009 CM29              | 17 de gener de 2009    | Kitt Peak            | Spacewatch        |
| 453389 | 2009 CX30              | 1 de febrer de 2009    | Kitt Peak            | Spacewatch        |
| 453390 | 2009 CH32              | 1 de febrer de 2009    | Kitt Peak            | Spacewatch        |
| 453391 | 2009 CQ35              | 29 de desembre de 2008 | Mount Lemmon         | Mt. Lemmon Survey |
| 453392 | 2009 CB51              | 14 de febrer de 2009   | La Sagra             | OAM               |
| 453393 | 2009 CA58              | 3 de febrer de 2009    | Mount Lemmon         | Mt. Lemmon Survey |
| 453394 | 2009 DT23              | 14 de febrer de 2009   | Kitt Peak            | Spacewatch        |
| 453395 | 2009 DB25              | 21 de febrer de 2009   | Mount Lemmon         | Mt. Lemmon Survey |
| 453396 | 2009 DT28              | 4 de febrer de 2009    | Mount Lemmon         | Mt. Lemmon Survey |
| 453397 | 2009 DM32              | 20 de febrer de 2009   | Kitt Peak            | Spacewatch        |
| 453398 | 2009 DM51              | 21 de febrer de 2009   | Kitt Peak            | Spacewatch        |
| 453399 | 2009 DK112             | 26 de febrer de 2009   | Catalina             | CSS               |
| 453400 | 2009 DU112             | 31 de gener de 2009    | Kitt Peak            | Spacewatch        |

## 453401–453500
| Nom    | Designació provisional | Data de descobriment   | Lloc de descobriment | Descobridor/s        |
| ------ | ---------------------- | ---------------------- | -------------------- | -------------------- |
| 453401 | 2009 DZ139             | 18 de febrer de 2009   | Socorro              | LINEAR               |
| 453402 | 2009 DP142             | 19 de febrer de 2009   | Kitt Peak            | Spacewatch           |
| 453403 | 2009 ED15              | 15 de març de 2009     | Kitt Peak            | Spacewatch           |
| 453404 | 2009 EE15              | 23 de setembre de 2000 | Socorro              | LINEAR               |
| 453405 | 2009 FV21              | 17 de març de 2009     | Catalina             | CSS                  |
| 453406 | 2009 FH56              | 19 de març de 2009     | Siding Spring        | Siding Spring Survey |
| 453407 | 2009 FL58              | 21 de març de 2009     | Mount Lemmon         | Mt. Lemmon Survey    |
| 453408 | 2009 FE74              | 31 de març de 2009     | Catalina             | CSS                  |
| 453409 | 2009 FA77              | 19 de març de 2009     | Kitt Peak            | Spacewatch           |
| 453410 | 2009 GK2               | 1 d'abril de 2009      | Catalina             | CSS                  |
| 453411 | 2009 GH3               | 23 de febrer de 2009   | Siding Spring        | Siding Spring Survey |
| 453412 | 2009 HG15              | 1 d'abril de 2009      | Kitt Peak            | Spacewatch           |
| 453413 | 2009 HT24              | 17 d'abril de 2009     | Kitt Peak            | Spacewatch           |
| 453414 | 2009 HE49              | 19 d'abril de 2009     | Kitt Peak            | Spacewatch           |
| 453415 | 2009 HO57              | 23 d'abril de 2009     | La Sagra             | OAM                  |
| 453416 | 2009 HK66              | 23 d'abril de 2009     | Kitt Peak            | Spacewatch           |
| 453417 | 2009 HM69              | 22 d'abril de 2009     | Mount Lemmon         | Mt. Lemmon Survey    |
| 453418 | 2009 HE78              | 24 d'abril de 2009     | Mount Lemmon         | Mt. Lemmon Survey    |
| 453419 | 2009 HP80              | 28 d'abril de 2009     | Catalina             | CSS                  |
| 453420 | 2009 HB97              | 23 d'abril de 2009     | Catalina             | CSS                  |
| 453421 | 2009 HP102             | 23 d'abril de 2009     | Kitt Peak            | Spacewatch           |
| 453422 | 2009 JV1               | 20 de febrer de 2009   | Mount Lemmon         | Mt. Lemmon Survey    |
| 453423 | 2009 JB7               | 13 de maig de 2009     | Mount Lemmon         | Mt. Lemmon Survey    |
| 453424 | 2009 JM8               | 13 de maig de 2009     | Kitt Peak            | Spacewatch           |
| 453425 | 2009 JO11              | 15 de maig de 2009     | Kitt Peak            | Spacewatch           |
| 453426 | 2009 JV13              | 1 de maig de 2009      | Cerro Burek          | Cerro Burek          |
| 453427 | 2009 KO2               | 20 d'abril de 2009     | Kitt Peak            | Spacewatch           |
| 453428 | 2009 KA22              | 16 de maig de 2009     | Catalina             | CSS                  |
| 453429 | 2009 KW25              | 17 de maig de 2009     | Mount Lemmon         | Mt. Lemmon Survey    |
| 453430 | 2009 PU                | 2 d'agost de 2009      | Siding Spring        | Siding Spring Survey |
| 453431 | 2009 PP1               | 23 de juny de 2009     | Mount Lemmon         | Mt. Lemmon Survey    |
| 453432 | 2009 PQ8               | 25 de febrer de 2007   | Mount Lemmon         | Mt. Lemmon Survey    |
| 453433 | 2009 PX8               | 15 d'agost de 2009     | Catalina             | CSS                  |
| 453434 | 2009 QA6               | 12 de gener de 2008    | Catalina             | CSS                  |
| 453435 | 2009 QA12              | 16 d'agost de 2009     | Kitt Peak            | Spacewatch           |
| 453436 | 2009 QF15              | 16 d'agost de 2009     | Kitt Peak            | Spacewatch           |
| 453437 | 2009 QT29              | 23 d'agost de 2009     | Bergisch Gladbach    | Bickel, W.           |
| 453438 | 2009 QK30              | 21 d'agost de 2009     | Socorro              | LINEAR               |
| 453439 | 2009 QG44              | 27 d'agost de 2009     | Kitt Peak            | Spacewatch           |
| 453440 | 2009 QX48              | 15 d'octubre de 2004   | Mount Lemmon         | Mt. Lemmon Survey    |
| 453441 | 2009 QL52              | 16 d'agost de 2009     | Kitt Peak            | Spacewatch           |
| 453442 | 2009 QH53              | 16 d'agost de 2009     | Kitt Peak            | Spacewatch           |
| 453443 | 2009 QN58              | 20 d'agost de 2009     | Kitt Peak            | Spacewatch           |
| 453444 | 2009 QR62              | 18 d'agost de 2009     | Kitt Peak            | Spacewatch           |
| 453445 | 2009 RK5               | 17 d'agost de 2009     | Socorro              | LINEAR               |
| 453446 | 2009 RY8               | 12 de setembre de 2009 | Kitt Peak            | Spacewatch           |
| 453447 | 2009 RR11              | 12 de setembre de 2009 | Kitt Peak            | Spacewatch           |
| 453448 | 2009 RA13              | 12 de setembre de 2009 | Kitt Peak            | Spacewatch           |
| 453449 | 2009 RC18              | 12 de setembre de 2009 | Kitt Peak            | Spacewatch           |
| 453450 | 2009 RQ32              | 26 d'agost de 2009     | Socorro              | LINEAR               |
| 453451 | 2009 RU40              | 15 de setembre de 2009 | Kitt Peak            | Spacewatch           |
| 453452 | 2009 RC45              | 15 de setembre de 2009 | Kitt Peak            | Spacewatch           |
| 453453 | 2009 RQ70              | 12 de setembre de 2009 | Kitt Peak            | Spacewatch           |
| 453454 | 2009 RF75              | 15 de setembre de 2009 | Catalina             | CSS                  |
| 453455 | 2009 SF13              | 28 d'agost de 2009     | Kitt Peak            | Spacewatch           |
| 453456 | 2009 SX24              | 16 de setembre de 2009 | Kitt Peak            | Spacewatch           |
| 453457 | 2009 ST26              | 16 de setembre de 2009 | Kitt Peak            | Spacewatch           |
| 453458 | 2009 ST55              | 17 de setembre de 2009 | Kitt Peak            | Spacewatch           |
| 453459 | 2009 SE58              | 3 de juliol de 2003    | Kitt Peak            | Spacewatch           |
| 453460 | 2009 ST83              | 18 de setembre de 2009 | Mount Lemmon         | Mt. Lemmon Survey    |
| 453461 | 2009 SJ98              | 16 d'agost de 2009     | Catalina             | CSS                  |
| 453462 | 2009 SK100             | 17 de setembre de 2009 | Mount Lemmon         | Mt. Lemmon Survey    |
| 453463 | 2009 SC111             | 18 de setembre de 2009 | Kitt Peak            | Spacewatch           |
| 453464 | 2009 SK111             | 18 de setembre de 2009 | Kitt Peak            | Spacewatch           |
| 453465 | 2009 SN114             | 26 d'agost de 2009     | Socorro              | LINEAR               |
| 453466 | 2009 SY118             | 18 de setembre de 2009 | Kitt Peak            | Spacewatch           |
| 453467 | 2009 SL148             | 19 de setembre de 2009 | Kitt Peak            | Spacewatch           |
| 453468 | 2009 SG160             | 16 de setembre de 2009 | Kitt Peak            | Spacewatch           |
| 453469 | 2009 SX161             | 4 d'octubre de 2004    | Kitt Peak            | Spacewatch           |
| 453470 | 2009 SO174             | 17 d'agost de 2009     | Kitt Peak            | Spacewatch           |
| 453471 | 2009 SS188             | 17 de setembre de 2009 | Kitt Peak            | Spacewatch           |
| 453472 | 2009 SQ191             | 22 de setembre de 2009 | Kitt Peak            | Spacewatch           |
| 453473 | 2009 SJ208             | 15 de setembre de 2009 | Kitt Peak            | Spacewatch           |
| 453474 | 2009 SL208             | 15 de setembre de 2009 | Kitt Peak            | Spacewatch           |
| 453475 | 2009 SE213             | 23 de setembre de 2009 | Kitt Peak            | Spacewatch           |
| 453476 | 2009 SE214             | 23 de setembre de 2009 | Kitt Peak            | Spacewatch           |
| 453477 | 2009 SN216             | 15 de setembre de 2009 | Kitt Peak            | Spacewatch           |
| 453478 | 2009 SQ225             | 25 de setembre de 2009 | La Sagra             | OAM                  |
| 453479 | 2009 SN235             | 30 de setembre de 2009 | Mount Lemmon         | Mt. Lemmon Survey    |
| 453480 | 2009 SU242             | 29 de setembre de 2009 | Skylive              | Tozzi, F.            |
| 453481 | 2009 SS249             | 18 de setembre de 2009 | Kitt Peak            | Spacewatch           |
| 453482 | 2009 SN254             | 18 de setembre de 2009 | Kitt Peak            | Spacewatch           |
| 453483 | 2009 SP258             | 21 de setembre de 2009 | Mount Lemmon         | Mt. Lemmon Survey    |
| 453484 | 2009 SO275             | 25 de setembre de 2009 | Kitt Peak            | Spacewatch           |
| 453485 | 2009 SM286             | 21 de setembre de 2009 | Kitt Peak            | Spacewatch           |
| 453486 | 2009 SN287             | 25 de setembre de 2009 | Kitt Peak            | Spacewatch           |
| 453487 | 2009 SS289             | 17 de setembre de 2009 | Kitt Peak            | Spacewatch           |
| 453488 | 2009 SN293             | 26 de setembre de 2009 | Kitt Peak            | Spacewatch           |
| 453489 | 2009 SF297             | 18 d'agost de 2009     | Catalina             | CSS                  |
| 453490 | 2009 SJ309             | 18 de setembre de 2009 | Mount Lemmon         | Mt. Lemmon Survey    |
| 453491 | 2009 SP327             | 26 de setembre de 2009 | Kitt Peak            | Spacewatch           |
| 453492 | 2009 SD341             | 24 de setembre de 2009 | Mount Lemmon         | Mt. Lemmon Survey    |
| 453493 | 2009 SB342             | 16 de setembre de 2009 | Kitt Peak            | Spacewatch           |
| 453494 | 2009 SM342             | 16 de setembre de 2009 | Mount Lemmon         | Mt. Lemmon Survey    |
| 453495 | 2009 SQ343             | 17 de setembre de 2009 | Kitt Peak            | Spacewatch           |
| 453496 | 2009 SQ350             | 26 de setembre de 2009 | Kitt Peak            | Spacewatch           |
| 453497 | 2009 SU350             | 28 de setembre de 2009 | Mount Lemmon         | Mt. Lemmon Survey    |
| 453498 | 2009 TJ22              | 26 de setembre de 2009 | Catalina             | CSS                  |
| 453499 | 2009 TR30              | 26 de setembre de 2009 | Kitt Peak            | Spacewatch           |
| 453500 | 2009 TY33              | 9 d'octubre de 2009    | Catalina             | CSS                  |

## 453501–453600
| Nom    | Designació provisional | Data de descobriment   | Lloc de descobriment | Descobridor/s     |
| ------ | ---------------------- | ---------------------- | -------------------- | ----------------- |
| 453501 | 2009 TM34              | 29 de setembre de 2009 | Mount Lemmon         | Mt. Lemmon Survey |
| 453502 | 2009 US1               | 16 d'octubre de 2009   | Socorro              | LINEAR            |
| 453503 | 2009 UJ6               | 15 de setembre de 2009 | Kitt Peak            | Spacewatch        |
| 453504 | 2009 UD8               | 25 de setembre de 2009 | Kitt Peak            | Spacewatch        |
| 453505 | 2009 UX54              | 23 d'octubre de 2009   | Kitt Peak            | Spacewatch        |
| 453506 | 2009 UX55              | 23 d'octubre de 2009   | Mount Lemmon         | Mt. Lemmon Survey |
| 453507 | 2009 UK58              | 23 d'octubre de 2009   | Mount Lemmon         | Mt. Lemmon Survey |
| 453508 | 2009 UG69              | 22 de setembre de 2009 | Mount Lemmon         | Mt. Lemmon Survey |
| 453509 | 2009 UF72              | 23 d'octubre de 2009   | Mount Lemmon         | Mt. Lemmon Survey |
| 453510 | 2009 UN77              | 29 de setembre de 2009 | Mount Lemmon         | Mt. Lemmon Survey |
| 453511 | 2009 UT106             | 22 d'octubre de 2009   | Mount Lemmon         | Mt. Lemmon Survey |
| 453512 | 2009 UO108             | 23 d'octubre de 2009   | Kitt Peak            | Spacewatch        |
| 453513 | 2009 UM113             | 24 de març de 2006     | Kitt Peak            | Spacewatch        |
| 453514 | 2009 UD120             | 14 d'octubre de 2009   | Mount Lemmon         | Mt. Lemmon Survey |
| 453515 | 2009 UM122             | 26 d'octubre de 2009   | Mount Lemmon         | Mt. Lemmon Survey |
| 453516 | 2009 UD130             | 29 d'octubre de 2009   | La Sagra             | OAM               |
| 453517 | 2009 UE131             | 16 d'octubre de 2009   | Catalina             | CSS               |
| 453518 | 2009 UK143             | 18 d'octubre de 2009   | Mount Lemmon         | Mt. Lemmon Survey |
| 453519 | 2009 UK149             | 25 d'octubre de 2009   | Kitt Peak            | Spacewatch        |
| 453520 | 2009 UO153             | 23 d'octubre de 2009   | Mount Lemmon         | Mt. Lemmon Survey |
| 453521 | 2009 VU1               | 9 de novembre de 2009  | Socorro              | LINEAR            |
| 453522 | 2009 VK5               | 8 de novembre de 2009  | Catalina             | CSS               |
| 453523 | 2009 VR17              | 8 de novembre de 2009  | Mount Lemmon         | Mt. Lemmon Survey |
| 453524 | 2009 VY29              | 21 de setembre de 2009 | Mount Lemmon         | Mt. Lemmon Survey |
| 453525 | 2009 VX54              | 10 de novembre de 2009 | Kitt Peak            | Spacewatch        |
| 453526 | 2009 VT55              | 15 de setembre de 2009 | Kitt Peak            | Spacewatch        |
| 453527 | 2009 VG57              | 23 d'octubre de 2009   | Mount Lemmon         | Mt. Lemmon Survey |
| 453528 | 2009 VT68              | 9 de novembre de 2009  | Kitt Peak            | Spacewatch        |
| 453529 | 2009 VF73              | 16 de setembre de 2009 | Kitt Peak            | Spacewatch        |
| 453530 | 2009 VW82              | 27 de setembre de 2009 | Kitt Peak            | Spacewatch        |
| 453531 | 2009 WG13              | 16 de novembre de 2009 | Mount Lemmon         | Mt. Lemmon Survey |
| 453532 | 2009 WF14              | 16 de novembre de 2009 | Mount Lemmon         | Mt. Lemmon Survey |
| 453533 | 2009 WP16              | 9 de novembre de 2009  | Kitt Peak            | Spacewatch        |
| 453534 | 2009 WF59              | 16 de novembre de 2009 | Mount Lemmon         | Mt. Lemmon Survey |
| 453535 | 2009 WA60              | 16 de novembre de 2009 | Mount Lemmon         | Mt. Lemmon Survey |
| 453536 | 2009 WT74              | 25 de febrer de 2006   | Anderson Mesa        | LONEOS            |
| 453537 | 2009 WH82              | 19 de novembre de 2009 | Kitt Peak            | Spacewatch        |
| 453538 | 2009 WE99              | 24 d'octubre de 2009   | Kitt Peak            | Spacewatch        |
| 453539 | 2009 WM99              | 21 d'agost de 2008     | Kitt Peak            | Spacewatch        |
| 453540 | 2009 WT124             | 8 de novembre de 2009  | Kitt Peak            | Spacewatch        |
| 453541 | 2009 WZ133             | 21 d'octubre de 2009   | Catalina             | CSS               |
| 453542 | 2009 WU152             | 18 de desembre de 2004 | Mount Lemmon         | Mt. Lemmon Survey |
| 453543 | 2009 WW159             | 9 de març de 2005      | Catalina             | CSS               |
| 453544 | 2009 WA178             | 23 de novembre de 2009 | Mount Lemmon         | Mt. Lemmon Survey |
| 453545 | 2009 WB178             | 12 d'octubre de 2009   | Mount Lemmon         | Mt. Lemmon Survey |
| 453546 | 2009 WS181             | 23 de novembre de 2009 | Mount Lemmon         | Mt. Lemmon Survey |
| 453547 | 2009 WB186             | 24 de setembre de 2009 | Catalina             | CSS               |
| 453548 | 2009 WK186             | 24 de novembre de 2009 | Mount Lemmon         | Mt. Lemmon Survey |
| 453549 | 2009 WH187             | 24 d'octubre de 2009   | Kitt Peak            | Spacewatch        |
| 453550 | 2009 WV215             | 29 d'octubre de 2009   | Catalina             | CSS               |
| 453551 | 2009 WV226             | 18 de setembre de 2009 | Mount Lemmon         | Mt. Lemmon Survey |
| 453552 | 2009 WH255             | 19 de novembre de 2009 | Kitt Peak            | Spacewatch        |
| 453553 | 2009 WU258             | 27 de novembre de 2009 | Mount Lemmon         | Mt. Lemmon Survey |
| 453554 | 2009 XS9               | 13 de desembre de 2009 | Socorro              | LINEAR            |
| 453555 | 2009 YL5               | 17 de desembre de 2009 | Mount Lemmon         | Mt. Lemmon Survey |
| 453556 | 2009 YT7               | 16 de desembre de 2009 | Kitt Peak            | Spacewatch        |
| 453557 | 2009 YZ19              | 26 de desembre de 2009 | Kitt Peak            | Spacewatch        |
| 453558 | 2010 AD1               | 9 de novembre de 2009  | Kitt Peak            | Spacewatch        |
| 453559 | 2010 AO43              | 6 de gener de 2010     | Catalina             | CSS               |
| 453560 | 2010 AS73              | 18 de novembre de 2009 | Kitt Peak            | Spacewatch        |
| 453561 | 2010 AW80              | 6 de gener de 2010     | Kitt Peak            | Spacewatch        |
| 453562 | 2010 AZ134             | 19 de setembre de 2009 | Kitt Peak            | Spacewatch        |
| 453563 | 2010 BB                | 16 de gener de 2010    | Mount Lemmon         | Mt. Lemmon Survey |
| 453564 | 2010 BV25              | 15 d'octubre de 2009   | Catalina             | CSS               |
| 453565 | 2010 BT67              | 1 d'octubre de 2009    | Mount Lemmon         | Mt. Lemmon Survey |
| 453566 | 2010 CQ3               | 5 de febrer de 2010    | Kitt Peak            | Spacewatch        |
| 453567 | 2010 CK36              | 10 de març de 2000     | Kitt Peak            | Spacewatch        |
| 453568 | 2010 CZ106             | 14 de febrer de 2010   | Mount Lemmon         | Mt. Lemmon Survey |
| 453569 | 2010 CN137             | 6 de febrer de 2010    | Mount Lemmon         | Mt. Lemmon Survey |
| 453570 | 2010 DJ6               | 12 de gener de 2010    | Mount Lemmon         | Mt. Lemmon Survey |
| 453571 | 2010 EZ12              | 11 de desembre de 2009 | Mount Lemmon         | Mt. Lemmon Survey |
| 453572 | 2010 EH74              | 9 de febrer de 2010    | Kitt Peak            | Spacewatch        |
| 453573 | 2010 FN9               | 19 de març de 2010     | Desert Moon          | Stevens, B. L.    |
| 453574 | 2010 FB29              | 22 de març de 2010     | Sierra Stars         | Sierra Stars      |
| 453575 | 2010 FE87              | 26 de març de 2010     | Kitt Peak            | Spacewatch        |
| 453576 | 2010 GV5               | 12 de març de 2010     | Kitt Peak            | Spacewatch        |
| 453577 | 2010 GU65              | 16 de març de 2010     | Mount Lemmon         | Mt. Lemmon Survey |
| 453578 | 2010 GF127             | 5 de setembre de 2007  | Catalina             | CSS               |
| 453579 | 2010 GR140             | 6 d'octubre de 2004    | Kitt Peak            | Spacewatch        |
| 453580 | 2010 HV37              | 21 d'abril de 2010     | WISE                 | WISE              |
| 453581 | 2010 HQ54              | 3 de març de 2005      | Kitt Peak            | Spacewatch        |
| 453582 | 2010 HK61              | 26 d'abril de 2010     | WISE                 | WISE              |
| 453583 | 2010 HG71              | 27 d'abril de 2010     | WISE                 | WISE              |
| 453584 | 2010 HK79              | 12 de març de 2010     | Kitt Peak            | Spacewatch        |
| 453585 | 2010 HX97              | 30 d'abril de 2010     | WISE                 | WISE              |
| 453586 | 2010 JD72              | 15 d'abril de 2010     | Kitt Peak            | Spacewatch        |
| 453587 | 2010 JO91              | 10 de maig de 2010     | WISE                 | WISE              |
| 453588 | 2010 JM94              | 10 de maig de 2010     | WISE                 | WISE              |
| 453589 | 2010 JP118             | 11 de maig de 2010     | Mount Lemmon         | Mt. Lemmon Survey |
| 453590 | 2010 JT131             | 13 de maig de 2010     | WISE                 | WISE              |
| 453591 | 2010 KL21              | 7 de setembre de 2004  | Kitt Peak            | Spacewatch        |
| 453592 | 2010 KK57              | 20 de maig de 2010     | WISE                 | WISE              |
| 453593 | 2010 LH1               | 2 de juny de 2010      | Kitt Peak            | Spacewatch        |
| 453594 | 2010 LP51              | 8 de juny de 2010      | WISE                 | WISE              |
| 453595 | 2010 LN74              | 10 de juny de 2010     | WISE                 | WISE              |
| 453596 | 2010 LT101             | 13 de juny de 2010     | WISE                 | WISE              |
| 453597 | 2010 MA8               | 16 de juny de 2010     | WISE                 | WISE              |
| 453598 | 2010 MW84              | 27 de juny de 2010     | WISE                 | WISE              |
| 453599 | 2010 MA99              | 29 de juny de 2010     | WISE                 | WISE              |
| 453600 | 2010 MS106             | 30 de juny de 2010     | WISE                 | WISE              |

## 453601–453700
| Nom    | Designació provisional | Data de descobriment   | Lloc de descobriment | Descobridor/s     |
| ------ | ---------------------- | ---------------------- | -------------------- | ----------------- |
| 453601 | 2010 NF                | 4 de juliol de 2010    | Mount Lemmon         | Mt. Lemmon Survey |
| 453602 | 2010 NE3               | 11 de març de 2007     | Mount Lemmon         | Mt. Lemmon Survey |
| 453603 | 2010 NK3               | 4 de juliol de 2010    | Kitt Peak            | Spacewatch        |
| 453604 | 2010 NW3               | 4 de juliol de 2010    | Kitt Peak            | Spacewatch        |
| 453605 | 2010 NZ5               | 5 de juliol de 2010    | Kitt Peak            | Spacewatch        |
| 453606 | 2010 NX11              | 1 de juliol de 2010    | WISE                 | WISE              |
| 453607 | 2010 NM17              | 6 de juliol de 2010    | WISE                 | WISE              |
| 453608 | 2010 NC75              | 6 de novembre de 2005  | Kitt Peak            | Spacewatch        |
| 453609 | 2010 NH112             | 13 de juliol de 2010   | WISE                 | WISE              |
| 453610 | 2010 OY54              | 23 de juliol de 2010   | WISE                 | WISE              |
| 453611 | 2010 OX59              | 23 de juliol de 2010   | WISE                 | WISE              |
| 453612 | 2010 OR88              | 31 d'octubre de 2005   | Kitt Peak            | Spacewatch        |
| 453613 | 2010 OL93              | 28 de juliol de 2010   | WISE                 | WISE              |
| 453614 | 2010 OL126             | 1 de febrer de 2009    | Mount Lemmon         | Mt. Lemmon Survey |
| 453615 | 2010 PO9               | 3 d'agost de 2010      | Socorro              | LINEAR            |
| 453616 | 2010 PS9               | 4 d'agost de 2010      | Socorro              | LINEAR            |
| 453617 | 2010 PV58              | 9 de febrer de 2008    | Mount Lemmon         | Mt. Lemmon Survey |
| 453618 | 2010 PE61              | 10 d'agost de 2010     | Kitt Peak            | Spacewatch        |
| 453619 | 2010 RD3               | 9 de febrer de 2008    | Mount Lemmon         | Mt. Lemmon Survey |
| 453620 | 2010 RM5               | 10 d'agost de 2010     | Kitt Peak            | Spacewatch        |
| 453621 | 2010 RH22              | 23 d'octubre de 2006   | Catalina             | CSS               |
| 453622 | 2010 RS39              | 2 de setembre de 2010  | La Sagra             | OAM               |
| 453623 | 2010 RN61              | 6 de setembre de 2010  | Kitt Peak            | Spacewatch        |
| 453624 | 2010 RB80              | 9 de novembre de 1993  | Kitt Peak            | Spacewatch        |
| 453625 | 2010 RQ103             | 9 de març de 2003      | Kitt Peak            | Spacewatch        |
| 453626 | 2010 RC111             | 11 de setembre de 2010 | Kitt Peak            | Spacewatch        |
| 453627 | 2010 RX173             | 6 de març de 2008      | Mount Lemmon         | Mt. Lemmon Survey |
| 453628 | 2010 SV5               | 16 de setembre de 2010 | Mount Lemmon         | Mt. Lemmon Survey |
| 453629 | 2010 SV9               | 5 de març de 2008      | Mount Lemmon         | Mt. Lemmon Survey |
| 453630 | 2010 SM20              | 19 de setembre de 2001 | Socorro              | LINEAR            |
| 453631 | 2010 SE33              | 14 de febrer de 2008   | Mount Lemmon         | Mt. Lemmon Survey |
| 453632 | 2010 SX35              | 7 de juny de 2010      | WISE                 | WISE              |
| 453633 | 2010 TF4               | 27 de novembre de 2006 | Kitt Peak            | Spacewatch        |
| 453634 | 2010 TT8               | 7 d'octubre de 2005    | Kitt Peak            | Spacewatch        |
| 453635 | 2010 TD14              | 15 de desembre de 2006 | Kitt Peak            | Spacewatch        |
| 453636 | 2010 TY14              | 17 d'octubre de 2006   | Kitt Peak            | Spacewatch        |
| 453637 | 2010 TQ16              | 11 de setembre de 2001 | Socorro              | LINEAR            |
| 453638 | 2010 TT16              | 1 de setembre de 2005  | Kitt Peak            | Spacewatch        |
| 453639 | 2010 TH17              | 16 de setembre de 2010 | Kitt Peak            | Spacewatch        |
| 453640 | 2010 TU31              | 9 de setembre de 2010  | Kitt Peak            | Spacewatch        |
| 453641 | 2010 TC33              | 10 de setembre de 2010 | Kitt Peak            | Spacewatch        |
| 453642 | 2010 TE33              | 29 de març de 2008     | Mount Lemmon         | Mt. Lemmon Survey |
| 453643 | 2010 TM40              | 13 de desembre de 2006 | Kitt Peak            | Spacewatch        |
| 453644 | 2010 TA67              | 28 de febrer de 2008   | Mount Lemmon         | Mt. Lemmon Survey |
| 453645 | 2010 TA70              | 14 de setembre de 2010 | Kitt Peak            | Spacewatch        |
| 453646 | 2010 TW70              | 14 de setembre de 2010 | Kitt Peak            | Spacewatch        |
| 453647 | 2010 TU85              | 30 de maig de 2009     | Mount Lemmon         | Mt. Lemmon Survey |
| 453648 | 2010 TE94              | 1 d'octubre de 2010    | Mount Lemmon         | Mt. Lemmon Survey |
| 453649 | 2010 TN96              | 4 de setembre de 2010  | Kitt Peak            | Spacewatch        |
| 453650 | 2010 TD103             | 1 d'octubre de 2005    | Mount Lemmon         | Mt. Lemmon Survey |
| 453651 | 2010 TW103             | 21 de desembre de 2006 | Kitt Peak            | Spacewatch        |
| 453652 | 2010 TW113             | 12 de juliol de 2005   | Mount Lemmon         | Mt. Lemmon Survey |
| 453653 | 2010 TH119             | 9 d'octubre de 2010    | Kitt Peak            | Spacewatch        |
| 453654 | 2010 TU121             | 4 d'abril de 2008      | Kitt Peak            | Spacewatch        |
| 453655 | 2010 TV123             | 1 d'abril de 2008      | Kitt Peak            | Spacewatch        |
| 453656 | 2010 TZ123             | 30 d'agost de 2005     | Kitt Peak            | Spacewatch        |
| 453657 | 2010 TX140             | 28 de setembre de 1994 | Kitt Peak            | Spacewatch        |
| 453658 | 2010 TA146             | 11 d'octubre de 2010   | Mount Lemmon         | Mt. Lemmon Survey |
| 453659 | 2010 TC148             | 2 d'octubre de 2010    | Kitt Peak            | Spacewatch        |
| 453660 | 2010 TZ150             | 17 de setembre de 2010 | Mount Lemmon         | Mt. Lemmon Survey |
| 453661 | 2010 TX162             | 7 d'octubre de 2005    | Kitt Peak            | Spacewatch        |
| 453662 | 2010 TL188             | 2 d'octubre de 2010    | Mount Lemmon         | Mt. Lemmon Survey |
| 453663 | 2010 UQ5               | 14 de desembre de 2001 | Socorro              | LINEAR            |
| 453664 | 2010 UB16              | 15 d'abril de 2007     | Kitt Peak            | Spacewatch        |
| 453665 | 2010 UR48              | 11 d'agost de 2010     | WISE                 | WISE              |
| 453666 | 2010 UQ50              | 31 d'octubre de 2010   | Mount Lemmon         | Mt. Lemmon Survey |
| 453667 | 2010 UC61              | 30 d'octubre de 2010   | Kitt Peak            | Spacewatch        |
| 453668 | 2010 UB81              | 31 d'octubre de 2010   | Kitt Peak            | Spacewatch        |
| 453669 | 2010 UY107             | 1 de desembre de 2006  | Mount Lemmon         | Mt. Lemmon Survey |
| 453670 | 2010 VW12              | 21 de desembre de 2006 | Kitt Peak            | Spacewatch        |
| 453671 | 2010 VM19              | 2 de novembre de 2010  | Kitt Peak            | Spacewatch        |
| 453672 | 2010 VA24              | 12 de novembre de 1999 | Socorro              | LINEAR            |
| 453673 | 2010 VY28              | 8 de desembre de 2005  | Catalina             | CSS               |
| 453674 | 2010 VR31              | 27 d'octubre de 2005   | Mount Lemmon         | Mt. Lemmon Survey |
| 453675 | 2010 VG38              | 17 de gener de 2007    | Kitt Peak            | Spacewatch        |
| 453676 | 2010 VZ42              | 17 d'octubre de 2010   | Mount Lemmon         | Mt. Lemmon Survey |
| 453677 | 2010 VQ81              | 3 de novembre de 2010  | Kitt Peak            | Spacewatch        |
| 453678 | 2010 VL105             | 28 d'octubre de 2010   | Mount Lemmon         | Mt. Lemmon Survey |
| 453679 | 2010 VS138             | 1 de novembre de 2010  | Kitt Peak            | Spacewatch        |
| 453680 | 2010 VJ141             | 17 d'octubre de 2010   | Mount Lemmon         | Mt. Lemmon Survey |
| 453681 | 2010 VS147             | 10 de novembre de 1999 | Kitt Peak            | Spacewatch        |
| 453682 | 2010 VF150             | 3 de desembre de 2005  | Kitt Peak            | Spacewatch        |
| 453683 | 2010 VU152             | 7 de novembre de 2010  | Kitt Peak            | Spacewatch        |
| 453684 | 2010 VE161             | 28 d'octubre de 2005   | Mount Lemmon         | Mt. Lemmon Survey |
| 453685 | 2010 VZ175             | 7 d'octubre de 2004    | Kitt Peak            | Spacewatch        |
| 453686 | 2010 VR188             | 5 de novembre de 2010  | Kitt Peak            | Spacewatch        |
| 453687 | 2010 VY190             | 17 de maig de 2010     | WISE                 | WISE              |
| 453688 | 2010 VD193             | 3 de novembre de 2010  | Mount Lemmon         | Mt. Lemmon Survey |
| 453689 | 2010 VH204             | 30 d'octubre de 2010   | Mount Lemmon         | Mt. Lemmon Survey |
| 453690 | 2010 VB205             | 28 d'octubre de 2010   | Mount Lemmon         | Mt. Lemmon Survey |
| 453691 | 2010 VF218             | 12 d'octubre de 2010   | Mount Lemmon         | Mt. Lemmon Survey |
| 453692 | 2010 VG219             | 17 de novembre de 2001 | Kitt Peak            | Spacewatch        |
| 453693 | 2010 WT12              | 12 d'abril de 2008     | Kitt Peak            | Spacewatch        |
| 453694 | 2010 WS21              | 10 de novembre de 2010 | Mount Lemmon         | Mt. Lemmon Survey |
| 453695 | 2010 WY25              | 1 de novembre de 2010  | Kitt Peak            | Spacewatch        |
| 453696 | 2010 WY42              | 29 d'octubre de 2010   | Mount Lemmon         | Mt. Lemmon Survey |
| 453697 | 2010 WF46              | 28 d'octubre de 2010   | Kitt Peak            | Spacewatch        |
| 453698 | 2010 WP52              | 10 de novembre de 2010 | Mount Lemmon         | Mt. Lemmon Survey |
| 453699 | 2010 WQ62              | 3 de novembre de 2005  | Kitt Peak            | Spacewatch        |
| 453700 | 2010 WN64              | 6 de novembre de 2010  | Kitt Peak            | Spacewatch        |

## 453701–453800
| Nom    | Designació provisional | Data de descobriment   | Lloc de descobriment | Descobridor/s        |
| ------ | ---------------------- | ---------------------- | -------------------- | -------------------- |
| 453701 | 2010 WH65              | 6 de juny de 2002      | Socorro              | LINEAR               |
| 453702 | 2010 XH28              | 1 de desembre de 2010  | Mount Lemmon         | Mt. Lemmon Survey    |
| 453703 | 2010 XA38              | 14 d'octubre de 2010   | Mount Lemmon         | Mt. Lemmon Survey    |
| 453704 | 2010 XY42              | 28 de novembre de 2010 | Catalina             | CSS                  |
| 453705 | 2010 XB51              | 12 de novembre de 2010 | Mount Lemmon         | Mt. Lemmon Survey    |
| 453706 | 2010 XK58              | 4 de desembre de 2010  | Catalina             | CSS                  |
| 453707 | 2010 XY72              | 15 de desembre de 2010 | Mount Lemmon         | Mt. Lemmon Survey    |
| 453708 | 2010 XN78              | 25 de desembre de 2005 | Kitt Peak            | Spacewatch           |
| 453709 | 2010 YG                | 5 de gener de 2000     | Socorro              | LINEAR               |
| 453710 | 2010 YC5               | 22 d'abril de 2007     | Kitt Peak            | Spacewatch           |
| 453711 | 2011 AT5               | 16 de novembre de 2009 | Mount Lemmon         | Mt. Lemmon Survey    |
| 453712 | 2011 AE7               | 27 de setembre de 2009 | Kitt Peak            | Spacewatch           |
| 453713 | 2011 AT7               | 2 de gener de 2011     | Mount Lemmon         | Mt. Lemmon Survey    |
| 453714 | 2011 AF10              | 6 de desembre de 2010  | Mount Lemmon         | Mt. Lemmon Survey    |
| 453715 | 2011 AZ11              | 5 de gener de 2011     | Catalina             | CSS                  |
| 453716 | 2011 AO12              | 1 de febrer de 2006    | Mount Lemmon         | Mt. Lemmon Survey    |
| 453717 | 2011 AR32              | 9 d'octubre de 2004    | Kitt Peak            | Spacewatch           |
| 453718 | 2011 AZ40              | 10 de gener de 2011    | Mount Lemmon         | Mt. Lemmon Survey    |
| 453719 | 2011 AU43              | 17 de gener de 2010    | WISE                 | WISE                 |
| 453720 | 2011 AP58              | 13 de desembre de 2010 | Mount Lemmon         | Mt. Lemmon Survey    |
| 453721 | 2011 AA65              | 3 de gener de 2011     | Mount Lemmon         | Mt. Lemmon Survey    |
| 453722 | 2011 AB75              | 19 de setembre de 2007 | Catalina             | CSS                  |
| 453723 | 2011 AZ77              | 26 de gener de 2006    | Catalina             | CSS                  |
| 453724 | 2011 BC2               | 5 de gener de 2000     | Kitt Peak            | Spacewatch           |
| 453725 | 2011 BA4               | 13 de desembre de 2010 | Mount Lemmon         | Mt. Lemmon Survey    |
| 453726 | 2011 BU8               | 16 de gener de 2011    | Mount Lemmon         | Mt. Lemmon Survey    |
| 453727 | 2011 BC9               | 15 de desembre de 2004 | Kitt Peak            | Spacewatch           |
| 453728 | 2011 BL11              | 24 de gener de 2011    | Catalina             | CSS                  |
| 453729 | 2011 BO24              | 25 d'abril de 2008     | Mount Lemmon         | Mt. Lemmon Survey    |
| 453730 | 2011 BE43              | 9 de febrer de 2010    | WISE                 | WISE                 |
| 453731 | 2011 BH54              | 12 de gener de 2011    | Mount Lemmon         | Mt. Lemmon Survey    |
| 453732 | 2011 BN55              | 13 de desembre de 2010 | Mount Lemmon         | Mt. Lemmon Survey    |
| 453733 | 2011 BP64              | 26 de febrer de 2006   | Anderson Mesa        | LONEOS               |
| 453734 | 2011 BG67              | 5 de març de 2006      | Kitt Peak            | Spacewatch           |
| 453735 | 2011 BJ67              | 21 d'octubre de 2009   | Mount Lemmon         | Mt. Lemmon Survey    |
| 453736 | 2011 BJ93              | 28 de gener de 2011    | Mount Lemmon         | Mt. Lemmon Survey    |
| 453737 | 2011 BM117             | 15 de novembre de 2010 | Mount Lemmon         | Mt. Lemmon Survey    |
| 453738 | 2011 BB125             | 14 de gener de 2011    | Mount Lemmon         | Mt. Lemmon Survey    |
| 453739 | 2011 BD125             | 30 de desembre de 2005 | Kitt Peak            | Spacewatch           |
| 453740 | 2011 BD135             | 14 de gener de 2011    | Mount Lemmon         | Mt. Lemmon Survey    |
| 453741 | 2011 BQ141             | 14 de gener de 2011    | Kitt Peak            | Spacewatch           |
| 453742 | 2011 BT143             | 29 de gener de 2011    | Kitt Peak            | Spacewatch           |
| 453743 | 2011 BO161             | 19 de novembre de 2004 | Catalina             | CSS                  |
| 453744 | 2011 BB162             | 10 de gener de 2011    | Kitt Peak            | Spacewatch           |
| 453745 | 2011 CK10              | 11 de gener de 2011    | Catalina             | CSS                  |
| 453746 | 2011 CM11              | 5 de gener de 2000     | Kitt Peak            | Spacewatch           |
| 453747 | 2011 CU27              | 8 de novembre de 2009  | Mount Lemmon         | Mt. Lemmon Survey    |
| 453748 | 2011 CC36              | 30 de gener de 2006    | Kitt Peak            | Spacewatch           |
| 453749 | 2011 CN37              | 27 de febrer de 2006   | Kitt Peak            | Spacewatch           |
| 453750 | 2011 CZ52              | 19 de setembre de 2003 | Kitt Peak            | Spacewatch           |
| 453751 | 2011 CJ68              | 8 de febrer de 2010    | WISE                 | WISE                 |
| 453752 | 2011 CU69              | 11 de gener de 2011    | Kitt Peak            | Spacewatch           |
| 453753 | 2011 CH72              | 26 d'octubre de 2009   | Mount Lemmon         | Mt. Lemmon Survey    |
| 453754 | 2011 CV76              | 25 de setembre de 2008 | Mount Lemmon         | Mt. Lemmon Survey    |
| 453755 | 2011 CO83              | 11 de desembre de 2004 | Kitt Peak            | Spacewatch           |
| 453756 | 2011 DP10              | 27 de gener de 2011    | Mount Lemmon         | Mt. Lemmon Survey    |
| 453757 | 2011 DC43              | 16 de setembre de 2009 | Mount Lemmon         | Mt. Lemmon Survey    |
| 453758 | 2011 DC49              | 20 de maig de 2006     | Catalina             | CSS                  |
| 453759 | 2011 DF50              | 25 de març de 2006     | Mount Lemmon         | Mt. Lemmon Survey    |
| 453760 | 2011 DY50              | 29 d'abril de 2000     | Anderson Mesa        | LONEOS               |
| 453761 | 2011 EH11              | 29 de gener de 2011    | Kitt Peak            | Spacewatch           |
| 453762 | 2011 EY15              | 29 de febrer de 2000   | Socorro              | LINEAR               |
| 453763 | 2011 EC23              | 4 de març de 2011      | Catalina             | CSS                  |
| 453764 | 2011 EO27              | 16 de gener de 2005    | Kitt Peak            | Spacewatch           |
| 453765 | 2011 ET52              | 16 de gener de 2005    | Kitt Peak            | Spacewatch           |
| 453766 | 2011 EZ73              | 13 de desembre de 2002 | Socorro              | LINEAR               |
| 453767 | 2011 EM86              | 11 de març de 2005     | Mount Lemmon         | Mt. Lemmon Survey    |
| 453768 | 2011 FT42              | 9 de febrer de 2005    | Anderson Mesa        | LONEOS               |
| 453769 | 2011 FU140             | 9 de novembre de 2009  | Mount Lemmon         | Mt. Lemmon Survey    |
| 453770 | 2011 FT154             | 9 de març de 2003      | Anderson Mesa        | LONEOS               |
| 453771 | 2011 GX62              | 20 de març de 2010     | WISE                 | WISE                 |
| 453772 | 2011 GF69              | 13 d'abril de 2008     | Kitt Peak            | Spacewatch           |
| 453773 | 2011 GY69              | 13 de març de 2011     | Mount Lemmon         | Mt. Lemmon Survey    |
| 453774 | 2011 GL76              | 17 de març de 2005     | Mount Lemmon         | Mt. Lemmon Survey    |
| 453775 | 2011 HQ5               | 29 de juny de 2008     | Siding Spring        | Siding Spring Survey |
| 453776 | 2011 HZ7               | 7 de febrer de 2008    | Catalina             | CSS                  |
| 453777 | 2011 HB35              | 4 d'abril de 2008      | Catalina             | CSS                  |
| 453778 | 2011 JK                | 1 de maig de 2011      | Mount Lemmon         | Mt. Lemmon Survey    |
| 453779 | 2011 JW9               | 7 de maig de 2011      | Mount Lemmon         | Mt. Lemmon Survey    |
| 453780 | 2011 KH6               | 24 de setembre de 1995 | Kitt Peak            | Spacewatch           |
| 453781 | 2011 KD20              | 11 de setembre de 2001 | Socorro              | LINEAR               |
| 453782 | 2011 KY35              | 28 de juliol de 2008   | Mount Lemmon         | Mt. Lemmon Survey    |
| 453783 | 2011 LR18              | 21 de maig de 2011     | Kitt Peak            | Spacewatch           |
| 453784 | 2011 OT26              | 12 de juny de 2011     | Mount Lemmon         | Mt. Lemmon Survey    |
| 453785 | 2011 OO33              | 13 de setembre de 2005 | Kitt Peak            | Spacewatch           |
| 453786 | 2011 OE41              | 12 de març de 2007     | Kitt Peak            | Spacewatch           |
| 453787 | 2011 OV44              | 2 de desembre de 2008  | Mount Lemmon         | Mt. Lemmon Survey    |
| 453788 | 2011 PY3               | 26 de gener de 2006    | Kitt Peak            | Spacewatch           |
| 453789 | 2011 PH11              | 1 d'abril de 2010      | WISE                 | WISE                 |
| 453790 | 2011 QA45              | 10 d'octubre de 2008   | Mount Lemmon         | Mt. Lemmon Survey    |
| 453791 | 2011 QY48              | 11 de juny de 2011     | Mount Lemmon         | Mt. Lemmon Survey    |
| 453792 | 2011 QS55              | 17 de febrer de 2010   | Kitt Peak            | Spacewatch           |
| 453793 | 2011 QM63              | 21 de novembre de 2000 | Socorro              | LINEAR               |
| 453794 | 2011 QF65              | 25 de setembre de 2000 | Kitt Peak            | Spacewatch           |
| 453795 | 2011 QC70              | 11 de març de 2007     | Kitt Peak            | Spacewatch           |
| 453796 | 2011 QC73              | 12 d'octubre de 2004   | Kitt Peak            | Spacewatch           |
| 453797 | 2011 QW87              | 15 de març de 2010     | Kitt Peak            | Spacewatch           |
| 453798 | 2011 SH                | 11 de març de 1999     | Kitt Peak            | Spacewatch           |
| 453799 | 2011 SZ8               | 18 de setembre de 2011 | Mount Lemmon         | Mt. Lemmon Survey    |
| 453800 | 2011 SN13              | 24 d'octubre de 2008   | Kitt Peak            | Spacewatch           |

## 453801–453900
| Nom    | Designació provisional | Data de descobriment   | Lloc de descobriment | Descobridor/s          |
| ------ | ---------------------- | ---------------------- | -------------------- | ---------------------- |
| 453801 | 2011 SP18              | 7 de novembre de 2008  | Mount Lemmon         | Mt. Lemmon Survey      |
| 453802 | 2011 SN21              | 3 de gener de 2009     | Mount Lemmon         | Mt. Lemmon Survey      |
| 453803 | 2011 SO21              | 18 de setembre de 2011 | Catalina             | CSS                    |
| 453804 | 2011 SH35              | 1 de febrer de 2009    | Kitt Peak            | Spacewatch             |
| 453805 | 2011 SJ39              | 16 d'agost de 2007     | XuYi                 | PMO NEO Survey Program |
| 453806 | 2011 SO61              | 27 d'octubre de 2005   | Kitt Peak            | Spacewatch             |
| 453807 | 2011 SM65              | 1 de novembre de 2000  | Socorro              | LINEAR                 |
| 453808 | 2011 SA67              | 22 de setembre de 2011 | Kitt Peak            | Spacewatch             |
| 453809 | 2011 SE74              | 22 de gener de 2006    | Mount Lemmon         | Mt. Lemmon Survey      |
| 453810 | 2011 SD78              | 2 de desembre de 2008  | Kitt Peak            | Spacewatch             |
| 453811 | 2011 SK80              | 11 de novembre de 2004 | Kitt Peak            | Spacewatch             |
| 453812 | 2011 SW84              | 5 de desembre de 2007  | Kitt Peak            | Spacewatch             |
| 453813 | 2011 SW86              | 20 d'abril de 2010     | Kitt Peak            | Spacewatch             |
| 453814 | 2011 SD88              | 4 de desembre de 2007  | Catalina             | CSS                    |
| 453815 | 2011 SF102             | 11 d'octubre de 2004   | Kitt Peak            | Spacewatch             |
| 453816 | 2011 SA105             | 3 de juliol de 2003    | Kitt Peak            | Spacewatch             |
| 453817 | 2011 SS105             | 10 de setembre de 2007 | Mount Lemmon         | Mt. Lemmon Survey      |
| 453818 | 2011 SJ109             | 18 de març de 2010     | Mount Lemmon         | Mt. Lemmon Survey      |
| 453819 | 2011 SJ117             | 10 de desembre de 2004 | Socorro              | LINEAR                 |
| 453820 | 2011 SL117             | 16 de gener de 2009    | Kitt Peak            | Spacewatch             |
| 453821 | 2011 SJ123             | 31 de desembre de 2008 | Kitt Peak            | Spacewatch             |
| 453822 | 2011 SY123             | 23 de setembre de 2011 | Kitt Peak            | Spacewatch             |
| 453823 | 2011 SO124             | 10 de setembre de 2007 | Kitt Peak            | Spacewatch             |
| 453824 | 2011 SF131             | 8 d'octubre de 2007    | Mount Lemmon         | Mt. Lemmon Survey      |
| 453825 | 2011 SS131             | 12 de setembre de 2007 | Kitt Peak            | Spacewatch             |
| 453826 | 2011 SX133             | 26 d'abril de 2006     | Kitt Peak            | Spacewatch             |
| 453827 | 2011 SN137             | 20 de gener de 2009    | Kitt Peak            | Spacewatch             |
| 453828 | 2011 SU144             | 25 de març de 2006     | Kitt Peak            | Spacewatch             |
| 453829 | 2011 SF146             | 18 de desembre de 2004 | Mount Lemmon         | Mt. Lemmon Survey      |
| 453830 | 2011 SK146             | 23 d'agost de 2007     | Kitt Peak            | Spacewatch             |
| 453831 | 2011 SH163             | 19 de novembre de 2003 | Kitt Peak            | Spacewatch             |
| 453832 | 2011 SE165             | 20 de setembre de 2011 | Kitt Peak            | Spacewatch             |
| 453833 | 2011 SL170             | 13 de març de 2010     | Mount Lemmon         | Mt. Lemmon Survey      |
| 453834 | 2011 SM182             | 4 de febrer de 2005    | Catalina             | CSS                    |
| 453835 | 2011 SO182             | 18 de setembre de 2003 | Kitt Peak            | Spacewatch             |
| 453836 | 2011 SD213             | 11 de setembre de 2007 | Mount Lemmon         | Mt. Lemmon Survey      |
| 453837 | 2011 SP216             | 8 de setembre de 2011  | Kitt Peak            | Spacewatch             |
| 453838 | 2011 SQ240             | 2 de novembre de 2000  | Kitt Peak            | Spacewatch             |
| 453839 | 2011 SM249             | 21 de novembre de 1993 | Kitt Peak            | Spacewatch             |
| 453840 | 2011 SZ252             | 8 de setembre de 2011  | Kitt Peak            | Spacewatch             |
| 453841 | 2011 SR254             | 26 de març de 2007     | Mount Lemmon         | Mt. Lemmon Survey      |
| 453842 | 2011 SK272             | 30 de gener de 2006    | Kitt Peak            | Spacewatch             |
| 453843 | 2011 SY274             | 9 d'agost de 2007      | Kitt Peak            | Spacewatch             |
| 453844 | 2011 UB2               | 26 de setembre de 2011 | Kitt Peak            | Spacewatch             |
| 453845 | 2011 UH12              | 20 de setembre de 2011 | Catalina             | CSS                    |
| 453846 | 2011 UP14              | 23 de setembre de 2011 | Kitt Peak            | Spacewatch             |
| 453847 | 2011 UR17              | 20 de febrer de 2009   | Catalina             | CSS                    |
| 453848 | 2011 UW17              | 18 de desembre de 2004 | Mount Lemmon         | Mt. Lemmon Survey      |
| 453849 | 2011 UH25              | 14 de setembre de 2007 | Anderson Mesa        | LONEOS                 |
| 453850 | 2011 UL27              | 20 de desembre de 2004 | Mount Lemmon         | Mt. Lemmon Survey      |
| 453851 | 2011 UT31              | 19 de febrer de 2001   | Socorro              | LINEAR                 |
| 453852 | 2011 UN41              | 15 d'octubre de 2007   | Kitt Peak            | Spacewatch             |
| 453853 | 2011 UW44              | 2 de febrer de 2009    | Kitt Peak            | Spacewatch             |
| 453854 | 2011 UR47              | 10 de novembre de 2004 | Kitt Peak            | Spacewatch             |
| 453855 | 2011 UY49              | 18 d'octubre de 2011   | Kitt Peak            | Spacewatch             |
| 453856 | 2011 UQ51              | 19 de novembre de 2007 | Kitt Peak            | Spacewatch             |
| 453857 | 2011 UO53              | 18 d'octubre de 2011   | Kitt Peak            | Spacewatch             |
| 453858 | 2011 UU59              | 20 d'octubre de 2011   | Mount Lemmon         | Mt. Lemmon Survey      |
| 453859 | 2011 UJ62              | 23 de setembre de 2011 | Kitt Peak            | Spacewatch             |
| 453860 | 2011 UL62              | 18 de gener de 2009    | Kitt Peak            | Spacewatch             |
| 453861 | 2011 UP82              | 19 d'octubre de 2011   | Kitt Peak            | Spacewatch             |
| 453862 | 2011 UP86              | 20 d'octubre de 2011   | Mount Lemmon         | Mt. Lemmon Survey      |
| 453863 | 2011 UB95              | 22 de desembre de 2008 | Mount Lemmon         | Mt. Lemmon Survey      |
| 453864 | 2011 UP98              | 10 de desembre de 2004 | Kitt Peak            | Spacewatch             |
| 453865 | 2011 UD101             | 14 d'octubre de 2007   | Kitt Peak            | Spacewatch             |
| 453866 | 2011 UB102             | 20 d'octubre de 2011   | Mount Lemmon         | Mt. Lemmon Survey      |
| 453867 | 2011 UX102             | 20 de setembre de 2003 | Campo Imperatore     | CINEOS                 |
| 453868 | 2011 UK114             | 11 de maig de 2010     | Mount Lemmon         | Mt. Lemmon Survey      |
| 453869 | 2011 UE115             | 1 d'octubre de 2000    | Anderson Mesa        | LONEOS                 |
| 453870 | 2011 UO115             | 21 de setembre de 2000 | Kitt Peak            | Spacewatch             |
| 453871 | 2011 UE116             | 19 de gener de 2009    | Mount Lemmon         | Mt. Lemmon Survey      |
| 453872 | 2011 UY118             | 13 de setembre de 2007 | Mount Lemmon         | Mt. Lemmon Survey      |
| 453873 | 2011 UD126             | 20 d'octubre de 2011   | Kitt Peak            | Spacewatch             |
| 453874 | 2011 UF126             | 1 d'abril de 2000      | Kitt Peak            | Spacewatch             |
| 453875 | 2011 UX126             | 20 de novembre de 2007 | Kitt Peak            | Spacewatch             |
| 453876 | 2011 UE127             | 20 de setembre de 2011 | Kitt Peak            | Spacewatch             |
| 453877 | 2011 UT132             | 22 d'octubre de 2011   | Kitt Peak            | Spacewatch             |
| 453878 | 2011 UC133             | 4 d'octubre de 2007    | Mount Lemmon         | Mt. Lemmon Survey      |
| 453879 | 2011 UZ149             | 29 de setembre de 2011 | Mount Lemmon         | Mt. Lemmon Survey      |
| 453880 | 2011 UE152             | 12 de setembre de 2007 | Mount Lemmon         | Mt. Lemmon Survey      |
| 453881 | 2011 UL153             | 22 d'octubre de 2011   | Kitt Peak            | Spacewatch             |
| 453882 | 2011 UU155             | 24 d'octubre de 2011   | Mount Lemmon         | Mt. Lemmon Survey      |
| 453883 | 2011 UO161             | 3 d'octubre de 2011    | Mount Lemmon         | Mt. Lemmon Survey      |
| 453884 | 2011 UX170             | 21 d'octubre de 2011   | Kitt Peak            | Spacewatch             |
| 453885 | 2011 UP173             | 1 de gener de 2009     | Mount Lemmon         | Mt. Lemmon Survey      |
| 453886 | 2011 UW177             | 4 de maig de 2009      | Mount Lemmon         | Mt. Lemmon Survey      |
| 453887 | 2011 UR178             | 8 de novembre de 2007  | Kitt Peak            | Spacewatch             |
| 453888 | 2011 UA179             | 5 de març de 2010      | WISE                 | WISE                   |
| 453889 | 2011 UR187             | 9 de novembre de 2007  | Catalina             | CSS                    |
| 453890 | 2011 UY190             | 12 de novembre de 2007 | Mount Lemmon         | Mt. Lemmon Survey      |
| 453891 | 2011 UJ193             | 23 de setembre de 2011 | Mount Lemmon         | Mt. Lemmon Survey      |
| 453892 | 2011 UY194             | 15 de juliol de 2007   | Siding Spring        | Siding Spring Survey   |
| 453893 | 2011 UE197             | 27 d'agost de 2006     | Kitt Peak            | Spacewatch             |
| 453894 | 2011 UZ228             | 3 de febrer de 2009    | Kitt Peak            | Spacewatch             |
| 453895 | 2011 UR245             | 17 de novembre de 2007 | Catalina             | CSS                    |
| 453896 | 2011 UE255             | 4 de setembre de 2007  | Catalina             | CSS                    |
| 453897 | 2011 UQ265             | 12 de setembre de 2007 | Anderson Mesa        | LONEOS                 |
| 453898 | 2011 UY267             | 24 d'agost de 2007     | Kitt Peak            | Spacewatch             |
| 453899 | 2011 UJ283             | 28 d'octubre de 2011   | Kitt Peak            | Spacewatch             |
| 453900 | 2011 UD291             | 20 de febrer de 2009   | Kitt Peak            | Spacewatch             |

## 453901–454000
| Nom    | Designació provisional | Data de descobriment   | Lloc de descobriment | Descobridor/s     |
| ------ | ---------------------- | ---------------------- | -------------------- | ----------------- |
| 453901 | 2011 UC298             | 21 d'octubre de 2011   | Kitt Peak            | Spacewatch        |
| 453902 | 2011 UK298             | 21 de juny de 2007     | Mount Lemmon         | Mt. Lemmon Survey |
| 453903 | 2011 UK315             | 22 d'octubre de 2011   | Kitt Peak            | Spacewatch        |
| 453904 | 2011 UN317             | 19 de desembre de 2007 | Kitt Peak            | Spacewatch        |
| 453905 | 2011 UR317             | 20 de novembre de 2007 | Kitt Peak            | Spacewatch        |
| 453906 | 2011 UN318             | 12 de setembre de 2007 | Kitt Peak            | Spacewatch        |
| 453907 | 2011 UZ320             | 29 de setembre de 2011 | Kitt Peak            | Spacewatch        |
| 453908 | 2011 UB321             | 15 de gener de 2005    | Socorro              | LINEAR            |
| 453909 | 2011 UA327             | 21 d'octubre de 2011   | Mount Lemmon         | Mt. Lemmon Survey |
| 453910 | 2011 US339             | 30 de desembre de 2008 | Kitt Peak            | Spacewatch        |
| 453911 | 2011 UC383             | 30 d'octubre de 2002   | Kitt Peak            | Spacewatch        |
| 453912 | 2011 UR384             | 1 d'octubre de 2011    | Mount Lemmon         | Mt. Lemmon Survey |
| 453913 | 2011 US389             | 4 de febrer de 2005    | Kitt Peak            | Spacewatch        |
| 453914 | 2011 VE10              | 6 d'abril de 2005      | Mount Lemmon         | Mt. Lemmon Survey |
| 453915 | 2011 VL13              | 18 d'octubre de 2011   | Kitt Peak            | Spacewatch        |
| 453916 | 2011 VZ15              | 16 de gener de 2005    | Kitt Peak            | Spacewatch        |
| 453917 | 2011 WA16              | 11 de setembre de 2007 | Mount Lemmon         | Mt. Lemmon Survey |
| 453918 | 2011 WK39              | 10 de març de 2005     | Anderson Mesa        | LONEOS            |
| 453919 | 2011 WA55              | 18 de setembre de 2007 | Kitt Peak            | Spacewatch        |
| 453920 | 2011 WG57              | 21 d'octubre de 2011   | Mount Lemmon         | Mt. Lemmon Survey |
| 453921 | 2011 WZ58              | 18 de novembre de 2007 | Mount Lemmon         | Mt. Lemmon Survey |
| 453922 | 2011 WH59              | 10 d'octubre de 2007   | Mount Lemmon         | Mt. Lemmon Survey |
| 453923 | 2011 WF60              | 3 de setembre de 2007  | Catalina             | CSS               |
| 453924 | 2011 WC61              | 9 d'octubre de 2007    | Socorro              | LINEAR            |
| 453925 | 2011 WH82              | 14 de novembre de 2007 | Kitt Peak            | Spacewatch        |
| 453926 | 2011 WO86              | 19 d'octubre de 2007   | Mount Lemmon         | Mt. Lemmon Survey |
| 453927 | 2011 WG91              | 18 de desembre de 2007 | Catalina             | CSS               |
| 453928 | 2011 WH112             | 17 de març de 2005     | Mount Lemmon         | Mt. Lemmon Survey |
| 453929 | 2011 WX112             | 18 de novembre de 2011 | Catalina             | CSS               |
| 453930 | 2011 WE123             | 13 de novembre de 2007 | Kitt Peak            | Spacewatch        |
| 453931 | 2011 WM128             | 31 d'octubre de 2011   | Kitt Peak            | Spacewatch        |
| 453932 | 2011 WX128             | 10 de maig de 2005     | Kitt Peak            | Spacewatch        |
| 453933 | 2011 WQ129             | 19 d'abril de 2010     | WISE                 | WISE              |
| 453934 | 2011 WF152             | 2 de novembre de 2011  | Mount Lemmon         | Mt. Lemmon Survey |
| 453935 | 2011 XS                | 30 de desembre de 2007 | Mount Lemmon         | Mt. Lemmon Survey |
| 453936 | 2011 YC11              | 12 de novembre de 2007 | Mount Lemmon         | Mt. Lemmon Survey |
| 453937 | 2011 YB25              | 28 de novembre de 2011 | Mount Lemmon         | Mt. Lemmon Survey |
| 453938 | 2011 YX28              | 27 de desembre de 2011 | Catalina             | CSS               |
| 453939 | 2011 YO35              | 20 de setembre de 2006 | Catalina             | CSS               |
| 453940 | 2011 YX40              | 24 de desembre de 2011 | Mount Lemmon         | Mt. Lemmon Survey |
| 453941 | 2011 YC44              | 8 de febrer de 2008    | Mount Lemmon         | Mt. Lemmon Survey |
| 453942 | 2011 YL44              | 22 de novembre de 2006 | Mount Lemmon         | Mt. Lemmon Survey |
| 453943 | 2011 YN44              | 30 de gener de 2008    | Mount Lemmon         | Mt. Lemmon Survey |
| 453944 | 2011 YP44              | 31 de desembre de 2002 | Socorro              | LINEAR            |
| 453945 | 2011 YM47              | 17 de setembre de 2006 | Catalina             | CSS               |
| 453946 | 2011 YK60              | 28 de novembre de 2011 | Mount Lemmon         | Mt. Lemmon Survey |
| 453947 | 2011 YH61              | 30 de desembre de 2011 | Kitt Peak            | Spacewatch        |
| 453948 | 2011 YH64              | 15 d'abril de 2004     | Socorro              | LINEAR            |
| 453949 | 2011 YU65              | 10 de març de 2008     | Mount Lemmon         | Mt. Lemmon Survey |
| 453950 | 2011 YH70              | 24 de desembre de 2011 | Catalina             | CSS               |
| 453951 | 2012 AA7               | 15 de novembre de 2006 | Catalina             | CSS               |
| 453952 | 2012 AE8               | 28 d'agost de 2006     | Kitt Peak            | Spacewatch        |
| 453953 | 2012 AZ9               | 13 d'octubre de 2006   | Kitt Peak            | Spacewatch        |
| 453954 | 2012 AZ17              | 14 de gener de 2012    | Mount Lemmon         | Mt. Lemmon Survey |
| 453955 | 2012 AD24              | 10 de juliol de 2010   | WISE                 | WISE              |
| 453956 | 2012 BP3               | 16 d'octubre de 2007   | Kitt Peak            | Spacewatch        |
| 453957 | 2012 BA17              | 19 de gener de 2012    | Kitt Peak            | Spacewatch        |
| 453958 | 2012 BW20              | 24 de gener de 2007    | Mount Lemmon         | Mt. Lemmon Survey |
| 453959 | 2012 BO33              | 6 de març de 2008      | Mount Lemmon         | Mt. Lemmon Survey |
| 453960 | 2012 BR40              | 10 de gener de 2008    | Mount Lemmon         | Mt. Lemmon Survey |
| 453961 | 2012 BX51              | 21 de gener de 2012    | Kitt Peak            | Spacewatch        |
| 453962 | 2012 BZ66              | 31 de març de 2008     | Catalina             | CSS               |
| 453963 | 2012 BK71              | 26 de novembre de 2011 | Mount Lemmon         | Mt. Lemmon Survey |
| 453964 | 2012 BZ75              | 2 de desembre de 2005  | Kitt Peak            | Spacewatch        |
| 453965 | 2012 BZ77              | 27 de desembre de 2011 | Mount Lemmon         | Mt. Lemmon Survey |
| 453966 | 2012 BO84              | 12 d'octubre de 2010   | Kitt Peak            | Spacewatch        |
| 453967 | 2012 BP86              | 28 de desembre de 2011 | Catalina             | CSS               |
| 453968 | 2012 BF87              | 12 de gener de 2008    | Catalina             | CSS               |
| 453969 | 2012 BG89              | 16 d'abril de 2004     | Kitt Peak            | Spacewatch        |
| 453970 | 2012 BH91              | 26 de gener de 2012    | Kitt Peak            | Spacewatch        |
| 453971 | 2012 BX95              | 28 de setembre de 2006 | Mount Lemmon         | Mt. Lemmon Survey |
| 453972 | 2012 BV103             | 14 d'octubre de 2007   | Mount Lemmon         | Mt. Lemmon Survey |
| 453973 | 2012 BC104             | 4 de gener de 2012     | Kitt Peak            | Spacewatch        |
| 453974 | 2012 BT104             | 21 de desembre de 2006 | Mount Lemmon         | Mt. Lemmon Survey |
| 453975 | 2012 BY112             | 17 de setembre de 2006 | Kitt Peak            | Spacewatch        |
| 453976 | 2012 BS119             | 26 de setembre de 2006 | Kitt Peak            | Spacewatch        |
| 453977 | 2012 BV120             | 29 de gener de 2012    | Mount Lemmon         | Mt. Lemmon Survey |
| 453978 | 2012 BB121             | 26 d'abril de 2008     | Mount Lemmon         | Mt. Lemmon Survey |
| 453979 | 2012 BO124             | 22 de novembre de 2006 | Kitt Peak            | Spacewatch        |
| 453980 | 2012 BF126             | 8 de maig de 2008      | Mount Lemmon         | Mt. Lemmon Survey |
| 453981 | 2012 BY128             | 19 de gener de 2012    | Kitt Peak            | Spacewatch        |
| 453982 | 2012 BJ129             | 29 de gener de 2012    | Kitt Peak            | Spacewatch        |
| 453983 | 2012 BH139             | 29 de gener de 2012    | Mount Lemmon         | Mt. Lemmon Survey |
| 453984 | 2012 BM143             | 28 d'octubre de 2010   | Mount Lemmon         | Mt. Lemmon Survey |
| 453985 | 2012 BU144             | 26 de gener de 2012    | Mount Lemmon         | Mt. Lemmon Survey |
| 453986 | 2012 BP149             | 14 de març de 2008     | Mount Lemmon         | Mt. Lemmon Survey |
| 453987 | 2012 BL150             | 18 de novembre de 2006 | Kitt Peak            | Spacewatch        |
| 453988 | 2012 BZ150             | 3 de desembre de 2010  | Mount Lemmon         | Mt. Lemmon Survey |
| 453989 | 2012 CN5               | 5 de març de 2008      | Mount Lemmon         | Mt. Lemmon Survey |
| 453990 | 2012 CG8               | 30 de setembre de 2006 | Mount Lemmon         | Mt. Lemmon Survey |
| 453991 | 2012 CW8               | 23 d'octubre de 2006   | Kitt Peak            | Spacewatch        |
| 453992 | 2012 CK15              | 30 de gener de 2008    | Mount Lemmon         | Mt. Lemmon Survey |
| 453993 | 2012 CB30              | 3 de maig de 2005      | Kitt Peak            | Spacewatch        |
| 453994 | 2012 CU32              | 16 de novembre de 2006 | Kitt Peak            | Spacewatch        |
| 453995 | 2012 CS37              | 17 de setembre de 2009 | Mount Lemmon         | Mt. Lemmon Survey |
| 453996 | 2012 CN38              | 6 de març de 2008      | Catalina             | CSS               |
| 453997 | 2012 CJ40              | 27 de desembre de 2005 | Kitt Peak            | Spacewatch        |
| 453998 | 2012 CE45              | 12 de març de 2007     | Kitt Peak            | Spacewatch        |
| 453999 | 2012 CY49              | 1 d'abril de 2008      | Mount Lemmon         | Mt. Lemmon Survey |
| 454000 | 2012 CS53              | 3 de novembre de 2011  | Mount Lemmon         | Mt. Lemmon Survey |